# Elmshorn
Elmshorn (plattdeutsch: Elveshorn und Elmshoorn) ist eine Mittelstadt und Große kreisangehörige Stadt in Schleswig-Holstein. Das vorwiegend industriell geprägte Elmshorn ist mit Ende 2023 knapp 51.500 Einwohnern und einem Einzugsgebiet mit rund 120.000 Einwohnern die sechstgrößte Stadt des Bundeslandes. Die Stadt an der Krückau, einem Nebenfluss der Elbe, liegt etwa 30 Kilometer nordwestlich von Hamburg. Elmshorn ist Sitz der Kreisverwaltung des Kreises Pinneberg, der zur Metropolregion Hamburg gehört. Die Zugehörigkeit zur Metropolregion Hamburg wird auch an der Bevölkerungsdichte deutlich: Mit über 2300 Einwohnern pro km² ist Elmshorn die am dichtesten besiedelte Gemeinde in Schleswig-Holstein und ist damit in etwa so dicht besiedelt wie der Stadtstaat Hamburg (ca. 2400 Einwohner pro km²). In der Liste deutscher Gemeinden nach Bevölkerungsdichte steht Hamburg an 18. Stelle und Elmshorn an 25. Stelle.
Elmshorn ist in fünf Quartiere unterteilt: Kaltenweide, Langelohe/Hainholz, Klostersande/Lieth, Fuchsberg und Mitte/Flamweg. Weitere Ortsteile sind Papenhöhe, Sibirien, Vosskuhlen, Langenmoor, Sandberg, Köhnholz, Ramskamp und Franzosenhof.

## Geografie

### Geografische Lage und Geologie

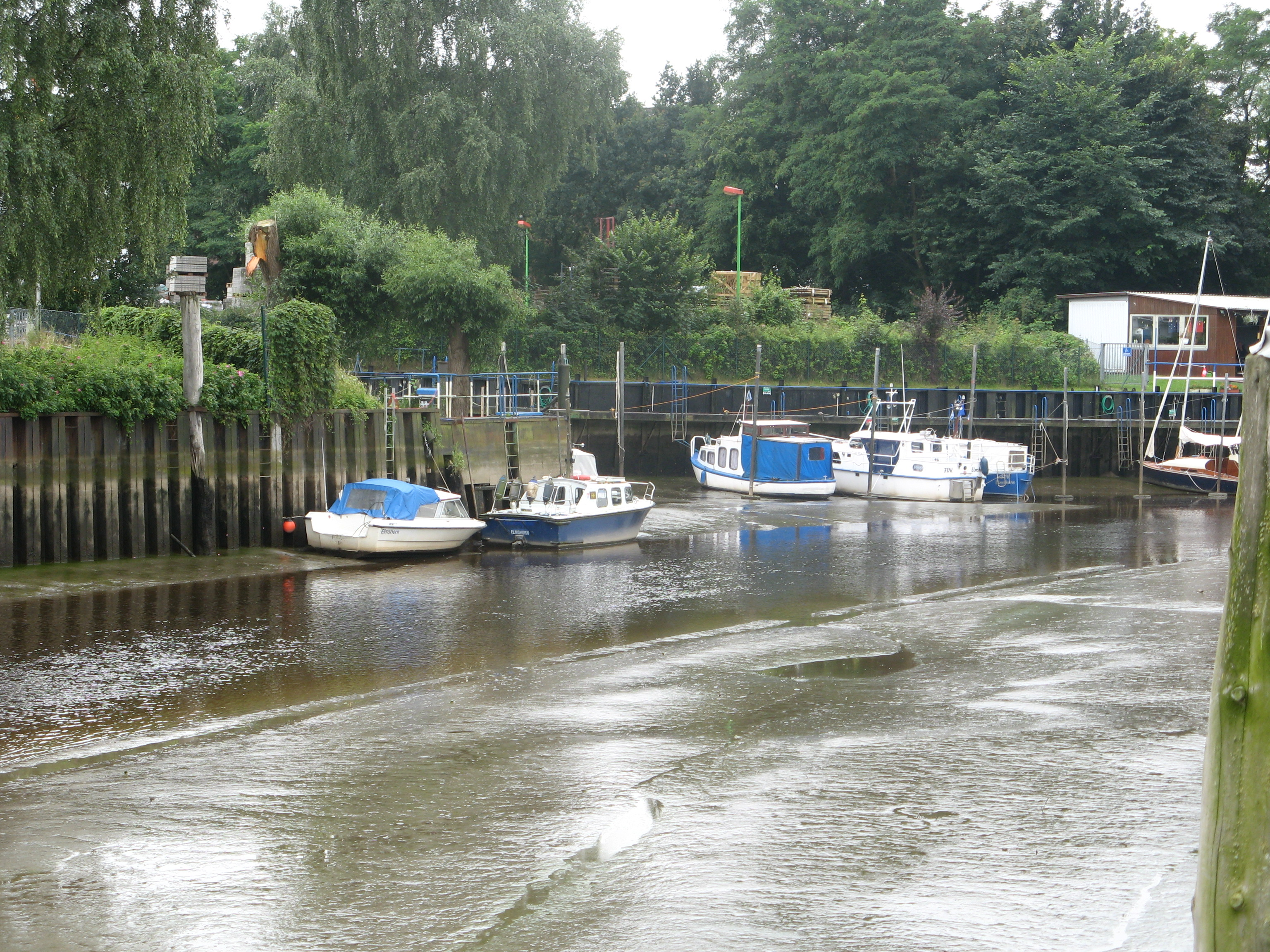
Elmshorn liegt im Tidenbereich der Krückau

Elmshorn liegt auf 53° 45' 07" N, 09° 39' 04" O, ziemlich genau auf der Grenze von der Marsch zur Geest. Der Höhenunterschied, der durch die Grenze zwischen den beiden Landschaftsformationen entsteht, ist an einigen Stellen im Stadtbild erkennbar. Der tiefste Punkt der Stadt liegt in den Marschwiesen bei −0,3 m, der höchste Punkt findet sich mit +14,0 m im Liether Wald (Butterberg). Das Gebiet des Stadtparks besteht geologisch aus Dünen, die in der ausgehenden Eiszeit am Rande des Urstromtals der Elbe lagen.
Wichtige Fließgewässer in Elmshorn sind die Krückau, die etwa zehn Kilometer westsüdwestlich der Stadt in die Elbe mündet, und die Offenau, die wiederum in die Krückau fließt. Da die Krückau bis Mitte des 20. Jahrhunderts von Seeschiffen befahrbar war, hatte sie eine große wirtschaftliche Bedeutung für die Stadt. Bis zur Fertigstellung des Krückausperrwerkes war sie zugleich eine Bedrohung, da die gesamte Marsch oft bei Sturmfluten überschwemmt wurde. Noch heute finden sich kleine Teiche, die „Bracks“, an der Krückau, die bei den Sturmfluten von 1702 und 1792 entstanden sind.
In der Nachbargemeinde Klein Nordende befindet sich mit der durch den Elmshorner Salzstock geformten Liether Kalkgrube ein wichtiges geologisches Denkmal.

### Nachbargemeinden
Direkt angrenzende Gemeindegebiete von Elmshorn sind:
| Horst (Holstein) | Klein Offenseth-Sparrieshoop                | Bokholt-Hanredder |
| Raa-Besenbek     | Kompassrose, die auf Nachbargemeinden zeigt | Kölln-Reisiek     |
| Seester          | Klein Nordende                              | Seeth-Ekholt      |

### Klima
Klimatisch ist die Stadt von der Nordsee und damit von den Ausläufern des Golfstroms beeinflusst, womit das Klima durch milde Winter und feuchte Sommer gekennzeichnet ist. Durch die mit etwa 50 Kilometer nur geringe Entfernung zur Nordsee liegt die Stadt noch deutlich in einem Gebiet starker Winde, die in der Umgebung Elmshorns durch Windkraftanlagen zur Energiegewinnung genutzt werden. Der dort erzeugte Strom wird von den Stadtwerken Elmshorn ins Stromnetz der Stadt eingespeist.

## Geschichte
Der Ort Elmshorn wurde urkundlich erstmals 1141 als Elmeshorne erwähnt, das Kirchspiel Elmshorn 1362.

### 17. Jahrhundert: Dreißigjähriger Krieg und Erster Nordischer Krieg
Zu Beginn des Dreißigjährigen Kriegs schlugen die Truppen Wallensteins im Jahr 1627 ihr Lager in Elmshorn auf, um von hier aus gegen Glückstadt, Krempe und die Breitenburg vorzugehen. Im folgenden Jahr wurde der Ort von der Pest heimgesucht und von marodierenden kaiserlichen kroatischen Truppen gebrandschatzt. Während des Schwedischen Kriegs, der Spätphase des Dreißigjährigen Kriegs, zog 1643 eine schwedische Armee durch den Ort und verwüstete ihn. Auch kaiserliche Truppen hinterließen ihre Spuren.
Seit 1650 gehörten die nördlich der Krückau gelegenen Teile Elmshorns zur Grafschaft Rantzau. Im Jahr 1657, während des Zweiten Nordischen Krieges (1655 bis 1660) wurde der Ort durch schwedische Truppen unter Karl X. Gustav zerstört, als dänische Truppen den hier gelegenen Krückauübergang und die Festungsanlage Kruckschanze verteidigten. Der Krückauübergang lag zwischen den Dörfern Elmshorn, das zum Herrschaftsgebiet der Reichsgrafschaft Rantzau gehörte und Vormstegen/Klostersande, die zum Kloster Uetersen gehörten, in einem breiten, von Nebenarmen der Krückau durchzogenen und sumpfigen Flusstal, das ein massives Hindernis für eine vorrückende Armee mit schweren Kanonen darstellte. Daher hatten die Dänen hier die Festung Kruckschanze errichtet, die ungefähr im Gebiet der heutigen alten Kläranlage lag. Noch heute sind „Kruck“ und „Vormstegen“ als Straßennamen erhalten.

### 18. bis Anfang 19. Jahrhundert: wirtschaftlicher Aufschwung

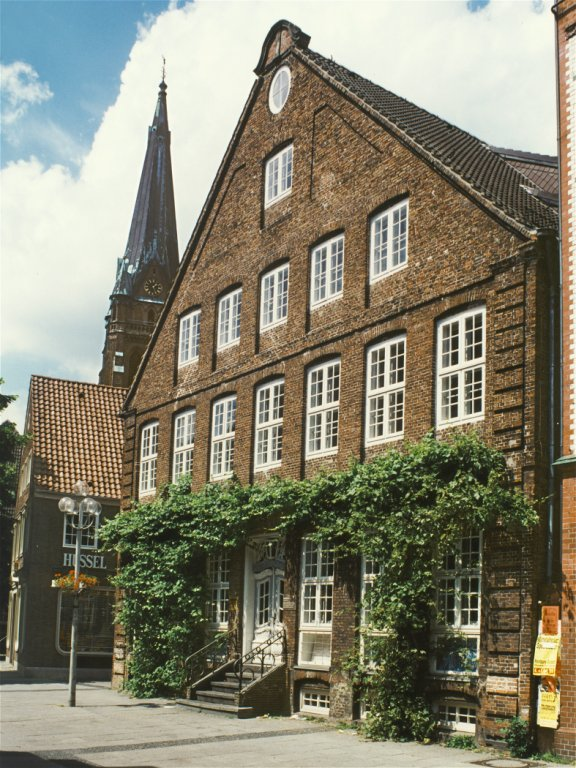
Möhringsches Haus in der Königstraße (1780)

Das 18. Jahrhundert brachte einen bescheidenen Aufschwung nach Elmshorn. 1736 wurde der Ort zu einem zunftberechtigten Flecken ernannt und ab dem 26. August 1741 durfte offiziell Wochenmarkt gehalten werden. Er fand rund um die Nikolaikirche statt, bis in den 1960er Jahren durch das Sterben der Lederfabriken im Zentrum und den Abriss der alten Stadtgasanlage ein größerer Platz, der Buttermarkt, entstand.
Das 18. Jahrhundert brachte jedoch wieder Tod und Zerstörung nach Elmshorn. Am 24. April 1750 wurden beim Großen Brand von Elmshorn 47 Häuser und neun Scheunen zerstört. Von der großen Sturmflut von 1756, die in der Marsch fast 600 Todesopfer forderte, blieb Elmshorn weitgehend verschont, so dass der Ort viele überlebende Marschbewohner aufnehmen konnte.
Während der Koalitionskriege war Elmshorn 1813/14 durch eine feindliche Armee von Russen, Schweden und Preußen besetzt. Nach dem Ende der napoleonischen Kriege blühte in Elmshorn wie an der Unterelbe und anderen schiffbaren Flüssen der Region der Walfang auf, da der dänische König Friedrich VI. die elbischen und schleswig-holsteinischen Grönlandfahrer förderte, um den steigenden Bedarf an Tran zu befriedigen. Im 19. Jahrhundert waren der Robben- und Walfang sowie der Seehandel in Elmshorn so bedeutend, dass der Ort auch „dat lütje Hamborg“ („das kleine Hamburg“) genannt wurde.

### 1863: Unabhängigkeit von Dänemark

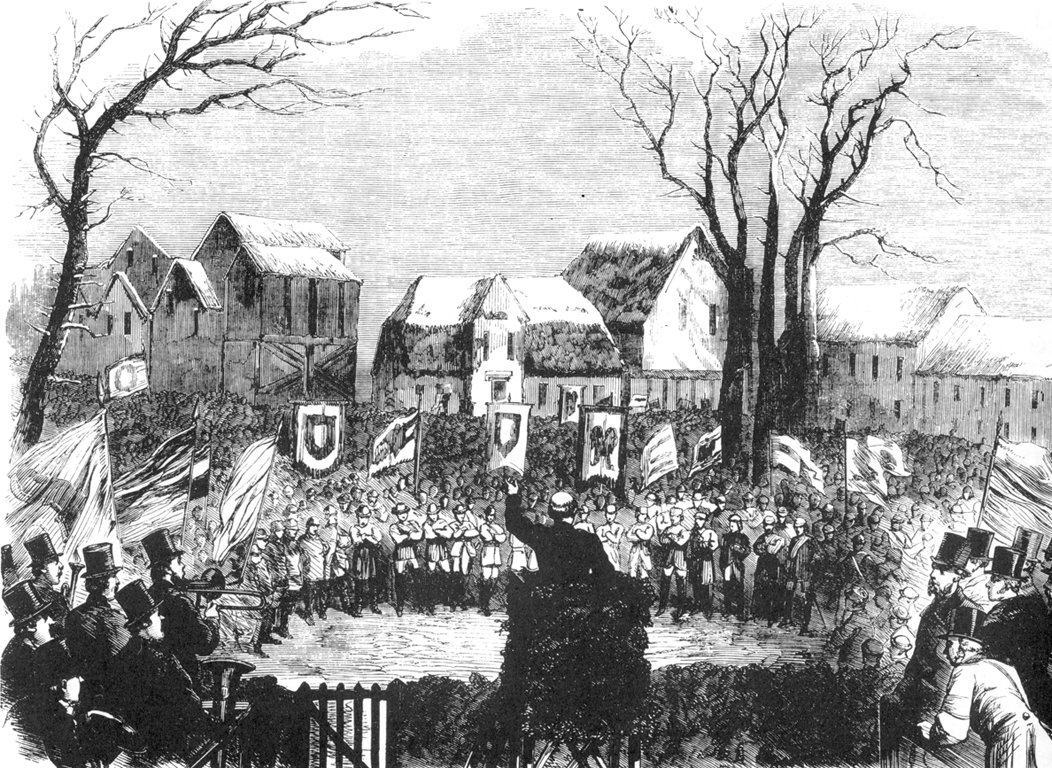
Versammlung der Augustenburgischen Bewegung auf dem Propstenfeld in Elmshorn 1863,
Graphik in einer englischen Zeitung

Im Jahr 1863 fand die Schleswig-Holsteinische Landesversammlung als Bekenntnis der Unabhängigkeitsbestrebungen von Dänemark auf dem Propstenfeld in Elmshorn statt. Die Wahl war wegen des 1844 fertiggestellten Bahnanschlusses auf den Ort gefallen, in dem sich rund 20.000 Menschen versammelten. Sie riefen Friedrich VIII. von Schleswig-Holstein zum Herzog von Schleswig-Holstein aus.
Durch die Unterzeichnung der „eiderdänischen“ Verfassung durch den dänischen König Christian IX. verletzte Dänemark im selben Jahr die Bestimmungen des Londoner Protokolls von 1852, in dem festgehalten war, dass das Herzogtum Schleswig keine engere staatsrechtliche Bindung als die bis dahin gültige eingehen darf, und Schleswig die innere Autonomie zugestanden wurde. Mit der neuen Verfassung aber wurde Schleswig de facto von Dänemark annektiert. Daraufhin stellte der Deutsche Bund sowohl einen Bruch der Deutschen Bundesakte als auch des Vertrages von Ripen (1460) fest, in dem die Unteilbarkeit der Herzogtümer festgeschrieben war („up ewig ungedeelt“), und verhängte die Bundesexekution gegen Dänemark – hier: gegen das Herzogtum Holstein, das, obwohl ebenfalls dänisch, zum Deutschen Bund gehörte. Am 23. Dezember 1863 – einen Tag vor Heiligabend besetzten hannoveranische und sächsische Bundestruppen den Ort Elmshorn. Die dänischen Truppen wichen wie überall im Herzogtum Holstein dem Kampf durch Rückzug aus.
Die Landesversammlung stellte damit den Auftakt zum Deutsch-Dänischen Krieg dar, der im folgenden Jahr ausbrach und angesichts der Überlegenheit der beiden Großmächte Preußen und Österreich mit der Niederlage Dänemarks endete. In deren Folge wurde das Herzogtum Schleswig 1865 in der Gasteiner Konvention preußisch und Holstein (und damit auch Elmshorn) österreichisch. Aber schon im folgenden Jahr wurde Holstein und damit ganz Schleswig-Holstein nach dem Sieg Preußens im Deutschen Krieg preußische Provinz.

### Ende des 19. Jahrhunderts: Industrialisierung und Stadtrecht

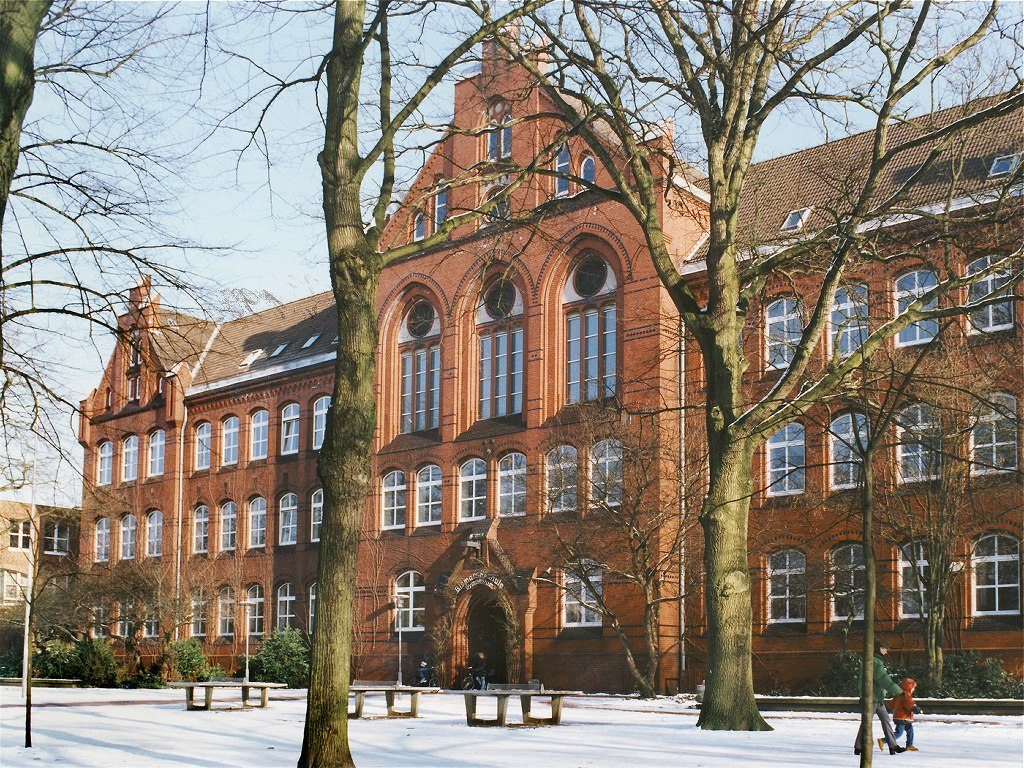
Bismarckschule (1897)

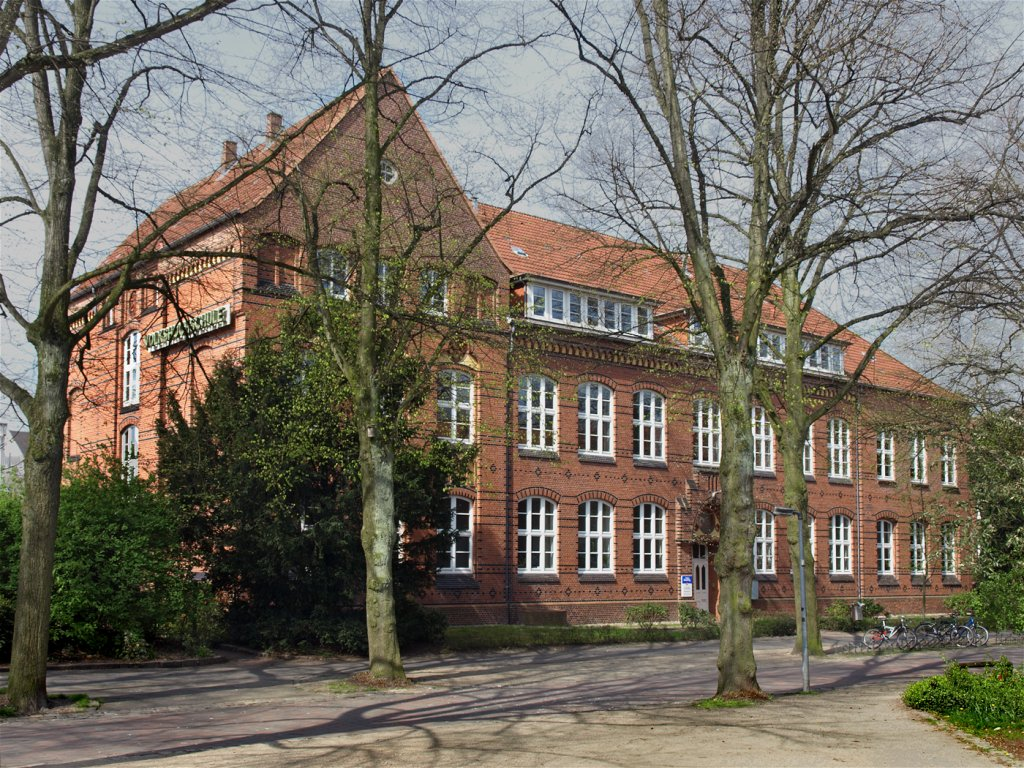
Volkshochschule (1903)

Im 19. Jahrhundert erlebte Elmshorn im Zuge der Industriellen Revolution ein rasantes Bevölkerungswachstum. Trotz der Eingemeindung umliegender Orte, wie Vormstegen und Klostersande im Jahr 1878 sowie von Wisch und Köhnholz im Jahr 1894, wuchs die Flächenausdehnung unterproportional zur Bevölkerungszunahme, sodass ein hoch verdichtetes Siedlungsgebiet entstand. Weitere Eingemeindungen fanden im 20. Jahrhundert statt: Am 1. April 1938 wurden Langelohe, Hainholz und Teile der Gemeinden Klein Nordende-Lieth, Klein Offenseth und Raa-Besenbek dem Elmshorner Stadtgebiet zugeschlagen.
Die Eröffnung der Christian VIII.-Ostsee-Bahn von Altona nach Kiel (1844) hatte für einen kräftigen Aufschwung gesorgt. Dass die Strecke über Elmshorn und nicht über Barmstedt führt, hat die Stadt vor allem ihrem Bürger Klaus Panje zu verdanken, der maßgeblichen Anteil daran hatte, die Auseinandersetzung um die Streckenführung für Elmshorn zu entscheiden. 1845 wurde auch ein erster Abschnitt der Marschbahn von Elmshorn nach Glückstadt eröffnet. 1895 begann der Bau der Elmshorn-Barmstedt-Oldesloer Eisenbahn, die schließlich am 9. Juni 1907 eröffnet wurde.
Das Stadtrecht erhielt Elmshorn am 11. April 1870, Johannes Bornhöft war der erste Bürgermeister der Stadt. Die volle Städteordnung erhielt Elmshorn am 23. März 1888.
Seit Ende des 19. Jahrhunderts wurde auch die städtische Infrastruktur ausgebaut. In der Zeit von 1893 bis 1901 entstand die Kanalisation mit einer Länge von 13.657 Metern, 1855 wurde die private Elmshorner Gasanstalt in Vormstegen am Damm errichtet. Im März 1900 wurde in den Liether Dünen ein Wasserwerk in Betrieb genommen. Ab 1912 wurde die Elektrifizierung der Stadt in Angriff genommen. 1913 wurden sowohl das Hoch- und Niederspannungsnetz als auch die Transformatoren erbaut und in Betrieb gesetzt.
Nicht nur der Walfang, sondern auch der Krückau-Hafen selbst und der Schiffbau waren im 19. Jahrhundert ein wichtiges Standbein der Elmshorner Wirtschaft. 1890 wurde die Elmshorner Dampfschleppschiffahrts-Aktiengesellschaft gegründet, die bis Mitte der 1960er Jahre bestand.
Gleichzeitig florierte die Lederindustrie in Elmshorn, die die Stadt bis Mitte des 20. Jahrhunderts prägte. Um 1900 gab es 17 Gerbereien und Lederfabriken. 1855 wurde die Stoutsfabrik von Koch und Hirst errichtet, die später eine mechanische Weberei wurde.
1883 hielt der Sonderzug des deutschen Kaisers und Königs von Preußen, Wilhelm I. in Elmshorn. Überliefert ist, dass er zur großen Freude der Einwohner und Honoratioren mit Blick auf den gerade fertiggestellten Kirchturm gesagt haben soll „… was haben sie hier für einen schönen Turm“.
Am 7. November 1918 wurde in der Stadt ein Arbeiter- und Soldatenrat gegründet, der für kurze Zeit den Bahnhof und einige Fabriken besetzt hielt. Mit Übernahme der Porzellanfabrik Sorau wurde die Keramikmanufaktur Christian Carstens in Elmshorn ab 1923 zu einem bedeutenden deutschen Standort der Keramikherstellung.
Bei der Reichstagswahl März 1933 stimmten in Langelohe 34,8 % für die NSDAP, 7,2 % für die DNVP, 37,6 % für die SPD und 17,6 % für die KPD bei einer Wahlbeteiligung von 93,0 %. Das Wahlergebnis in Langelohe war in Schleswig-Holstein bei dieser Wahl ein überdurchschnittlich gutes Ergebnis für die linken Parteien, insbesondere für die SPD.

### In der Zeit des Nationalsozialismus

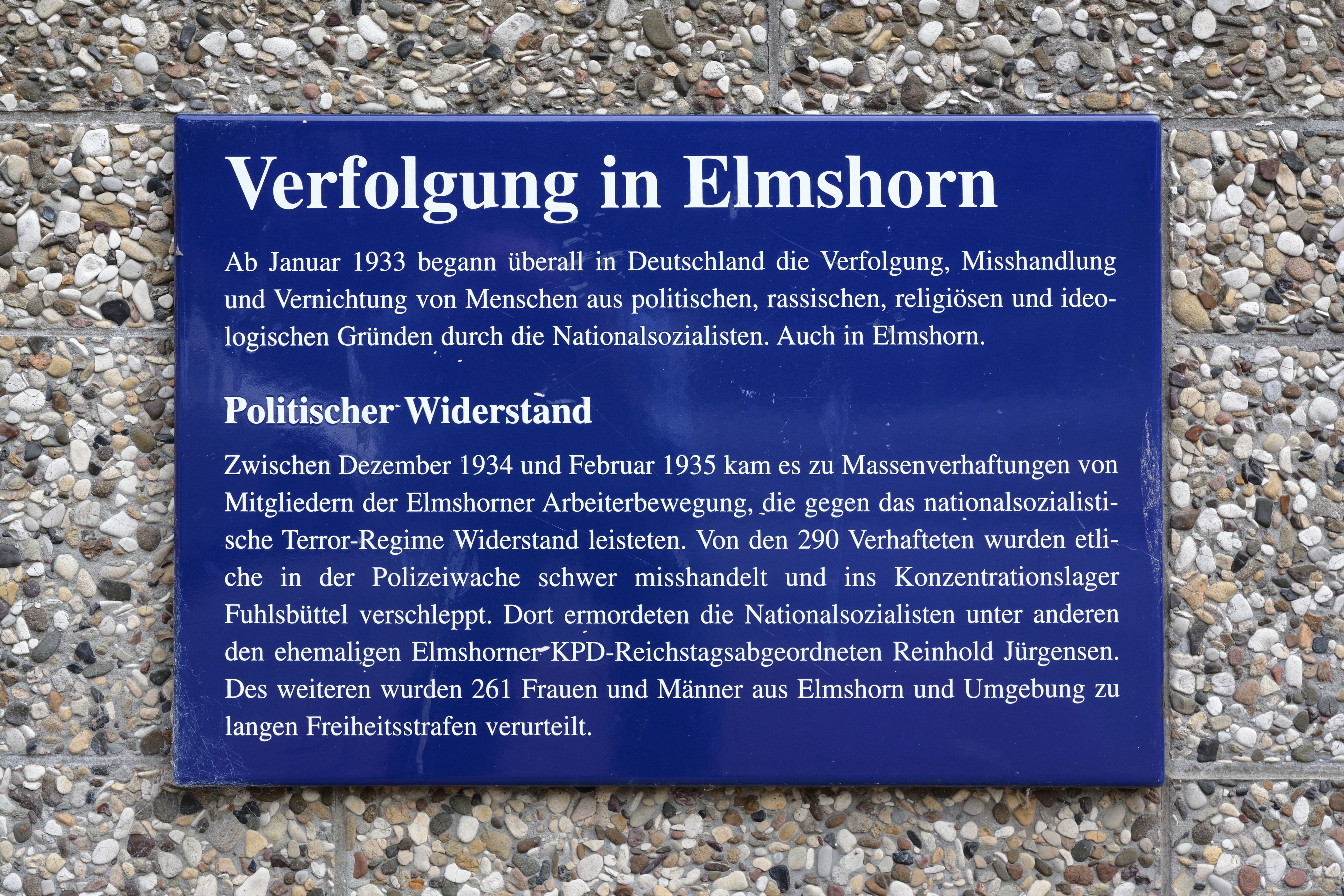
Gedenktafel am Rathaus Elmshorn

Nach der Machtergreifung der NSDAP wurden wie überall im Deutschen Reich die demokratischen Strukturen beseitigt. Im März 1933 wurde so auch der gewählte Elmshorner Bürgermeister abgesetzt.
Zwischen Dezember 1934 und Februar 1935 wurden 290 Mitglieder der Elmshorner Arbeiterbewegung verhaftet. Etliche Gegner des NS-Regimes wurden misshandelt oder ins KZ Fuhlsbüttel deportiert, wo unter anderem auch der Elmshorner KPD-Politiker Reinhold Jürgensen ermordet wurde.
In Elmshorn lebten seit langem Juden. Eine jüdische Gemeinde existierte seit etwa 1685. 1933 lebten in Elmshorn noch 82 Juden. Sofort mit der Machtergreifung begann die Verfolgung dieser Minderheit. Im Zuge der Reichspogromnacht am 10. November 1938 wurde die Synagoge am Flamweg in Brand gesetzt. Der jüdische Friedhof wurde nicht zerstört. In dieser Nacht verschleppten die Nationalsozialisten beinahe alle erwachsenen männlichen Juden aus Elmshorn in das KZ Sachsenhausen.
Wegen ihrer Bedeutung als Eisenbahnknoten und Industriestadt war die Stadt im Zweiten Weltkrieg Primärziel, aber auch Sekundärziel für Bomben, die nicht über Hamburg abgeworfen werden konnten. Bei einem britischen Bombenangriff wurden am 3. August 1943 62 Menschen getötet und 150 verletzt, als wegen starker Wolkenbildung über Hamburg die Bomben über Elmshorn abgeworfen wurden. 250 Gebäude wurden zerstört, 220 schwer beschädigt. Eine britische Quelle bemerkt dazu: „A sizeable raid developed on the small town of Elmshorn, 12 miles from Hamburg. It is believed that a flash of lightning set a house on fire here and bomber crews saw this through a gap in the storm clouds and started to bomb the fire“ (Es kam zu einem umfangreichen Angriff auf Elmshorn, eine kleine Stadt, die etwa zwölf Meilen von Hamburg entfernt ist. Es wird angenommen, dass ein Gebäude aufgrund eines Blitzeinschlags in Flammen stand und die Flugzeugbesatzung dies durch eine Lücke in der Bewölkung bemerkt und auf das Feuer gezielt hat).
Am 26. April 1945 fand im Zusammenhang mit dem Vorstoß der britischen Landstreitkräfte nach Schleswig-Holstein der letzte Tieffliegerangriff auf Elmshorn statt. Die Zerstörungen lagen vor allem im Bereich Langelohe/Köllner Chaussee, es gab 92 Tote. Ein weiterer Angriff sollte am 3. Mai erfolgen, wegen schlechter Sicht wurden die Bomben jedoch stattdessen auf einen Zug abgeworfen.

### Selbstbefreiung Elmshorns zum Kriegsende
Zum Ende des Zweiten Weltkrieges wurde Deutschland schrittweise besetzt. Um den britischen Vormarsch zu verzögern, plante die Regierung Dönitz unter Großadmiral und Reichspräsident Karl Dönitz Anfang Mai eine Hauptkampflinie von Elmshorn über Alveslohe, Ahrensburg und Geesthacht bis nach Boizenburg, damit möglichst viele vor der Roten Armee Flüchtende den Westen erreichen konnten. Diese unlösbar erscheinende Aufgabe wurde dem desolaten Heeresverband Nordwest mit der Armeegruppe Blumentritt übertragen. Generalfeldmarschall Ernst Busch und der ihm untergebene General Blumentritt einigten sich jedoch mit den Briten über einen Truppenabzug. Am 3. Mai wurde Hamburg kampflos den Briten übergeben. Die Verbände der Wehrmacht zogen sich am 4. Mai weiter nördlich zurück. Im britischen Hauptquartier in Lüneburg unterschrieb am selben Tag Hans-Georg von Friedeburg im Auftrag des letzten Reichspräsidenten Karl Dönitz, der sich zuvor mit der letzten Reichsregierung nach Flensburg-Mürwik abgesetzt hatte, die Teilkapitulation der Wehrmacht für Nordwestdeutschland, Dänemark und die Niederlande. Somit blieb Elmshorn ein vernichtender Bodenendkampf erspart.
In der Gewissheit des baldigen britischen Einmarsches wurde in Elmshorn am 3. Mai 1945 ein antifaschistischer Ordnungsdienst eingerichtet, der vorübergehend die Macht übernahm, den kommissarischen Bürgermeister entließ und die führenden Nationalsozialisten verhaftete. Der Bürgermeister wurde von den Bürgern, die ganz überwiegend der Arbeiterschaft entstammten, abgesetzt. Als Symbol der Aufgabe wurden weiße Fahnen aus den Fenstern und an den Turm der Nikolaikirche gehängt. Der Oberpräsident der Provinz Schleswig-Holstein Hinrich Lohse, der in Personalunion als NSDAP-Gauleiter amtierte, wollte den Aufstand gewaltsam niederschlagen und versuchte von Pinneberg aus, ein Polizeibataillon gegen Elmshorn in Marsch zu setzen. Die eintreffenden britischen Truppen entwaffneten jedoch die Polizisten und verhinderten den Einsatz. Ab dem 7. Mai 1945 wurde die Stadt von britischen Truppen besetzt (einige Quellen legen das Datum auf den 9. und 10. Mai) und schließlich auch von den Briten verwaltet. Die verbleibenden Kommunikationsmöglichkeiten wurden weitgehend eingeschränkt. Am 8. Mai 1945 erfolgte sodann die Bedingungslose Kapitulation der Wehrmacht, womit der Zweite Weltkrieg sein Ende fand. Am 12. Mai verhafteten die Elmshorner Antifaschisten den NSDAP-Kreisleiter in Pinneberg. Kurz darauf beseitigte die Besatzungsmacht als Reaktion auf diese „Amtsanmaßung“ die antifaschistische Stadtverwaltung und setzte den ehemaligen nationalsozialistischen Bürgermeister Coors kurzzeitig wieder ein. Am 17. Dezember wurde Heinrich Hauschildt (SPD) zum ersten Nachkriegsbürgermeister der Stadt gewählt. Die Selbstbefreiung Elmshorns vom Nationalsozialismus vor dem Eintreffen der Besatzungstruppen in der Stadt war, abgesehen von der Freien Republik in Schwarzenberg/Erzgeb., einmalig in ganz Deutschland.

### Elmshorn seit 1945

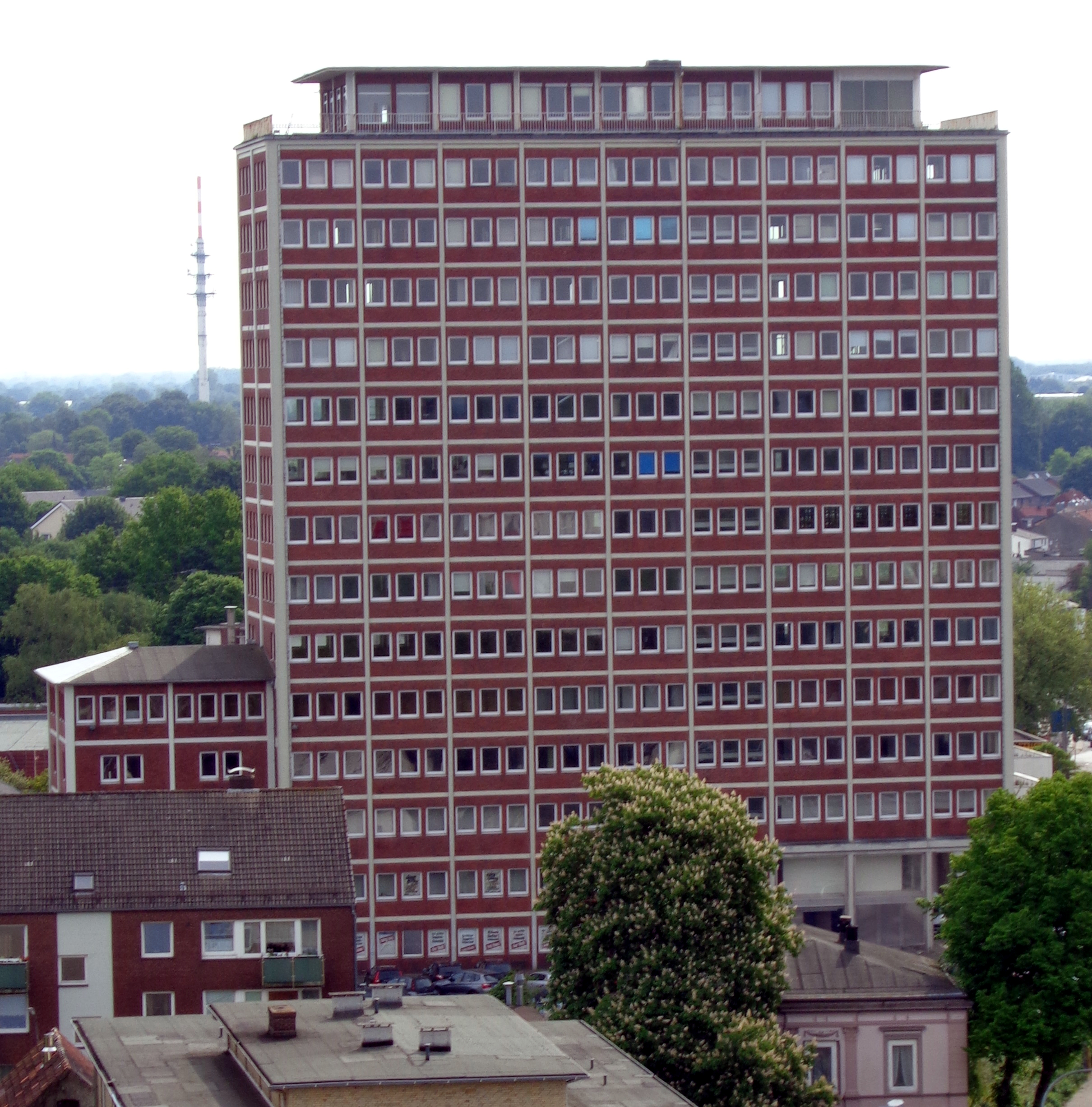
Ehemaliges Verwaltungsgebäude der Teppich-Kibek GmbH (2014, vor dem Umbau in Wohnungen)

Auch in der Nachkriegszeit erfüllte Elmshorn eine wichtige Funktion als Bahn- und Telekommunikationsknotenpunkt. Über die Sendefunkstelle der Bundespost wurde einst der gesamte Fernsprechverkehr nach Übersee abgewickelt. Mit der Schließung der Lederwerke Knecht mit über 300 Mitarbeitern 1953 und der Metzger-Werke am 31. Dezember 1963 wurde die lederverarbeitende Industrie der Stadt gänzlich abgewickelt. Auch von der seit Mitte des 20. Jahrhunderts mit den deutschlandweit bekannten Margarinefabriken Wagner-Margarine und Rostock die Stadt prägenden Margarineproduktion ist fast nichts mehr übrig. Zwei markante Gebäude am Marktplatz, die heutige Markthalle und das Torhaus, sind Baureste von ehemaligen Lederfabriken.
Am 16. und 17. Februar 1962 wurde Norddeutschland von einer schweren Sturmflut heimgesucht, die auch im Elmshorner Stadtgebiet entsprechende Schäden verursachte. In den folgenden Jahren gab es weitere Sturmfluten, welche die Stadt teilweise erneut unter Wasser setzten, bis die Gefahr mit der Fertigstellung des Krückausperrwerkes 1969 gebannt wurde.
Mit dem zweiten Konkurs der am Hafen ansässigen, 1833 gegründeten Kremer-Werft am 17. Mai 1978 endete die seit 1764 bestehende rund 200-jährige Schiffbautradition der Stadt. Auf dem ehemaligen Werftgelände wurde ein Baumarkt errichtet, ein Becken ist in Form eines Wendebeckens noch vorhanden; zwischen Glückstadt und Wischhafen verkehren noch Fähren, die auf der Kremer-Werft gebaut wurden.
In der Zeit von 1975 bis 1977 wurden weite Teile des alten Stadtkerns abgerissen. Am 30. September 1982 waren dann auch die Bauarbeiten an der Ost-West-Brücke abgeschlossen, die seitdem den beschrankten Bahnübergang an der Nordseite des Bahnhofs ersetzt. Da die drei Eisenbahnstrecken nach Neumünster, Westerland und Bad Oldesloe über diesen Abschnitt führten, war dieser Bahnübergang die meiste Zeit des Tages geschlossen. Allerdings wurde die weiterführende Straßenplanung aufgegeben, so dass die vierspurige Brücke heute in eine zweispurige Wohnstraße mündet.
Heute herrscht in Elmshorn neben der Lebensmittelindustrie und dem Dienstleistungsgewerbe Verwaltungstätigkeit vor.
Am 1. Januar 1996 bekam Elmshorn mit Brigitte Fronzek seine erste Bürgermeisterin.
Ende Mai 2009 beschloss der Pinneberger Kreistag, die Kreisverwaltung in das frei werdende Gebäude der Firma Talkline in Elmshorn zu verlegen. Kreisstadt und Sitzungsort des Kreistages soll jedoch Pinneberg bleiben.
Zum 5. Oktober 2011 war der Umzug der Kreisverwaltung abgeschlossen und am 6. Oktober 2011 eröffnete sie ihren neuen Amtssitz.

### Um- und Eingemeindungen
Im Oktober 1894 wurden im Bereich Wisch und Köhnholz 304 Hektar Fläche mit 247 Einwohnern aus der damaligen Gemeinde Kurzenmoor (1991 umbenannt in Gemeinde Seester) nach Elmshorn eingemeindet. Vorausgegangen war ein Brand in der Schule auf Köhnholz. Die Stadt Elmshorn wollte den betroffenen Schülern den Schulbesuch auf Klostersande nur unter der Voraussetzung genehmigen, dass diese Gebiete auch politisch an Elmshorn übertragen würden. Angesichts dessen, dass der Weg zum Schulhaus nach Seester für die Schüler über die unbefestigten Wege zu weit erschien und aufgrund der Bereitschaft der Stadt Elmshorn, einen beträchtlichen Teil der Kurzenmoorer Gemeindeschulden zu übernehmen, stimmte die Gemeinde Kurzenmoor der Umgemeindung zu. Für Elmshorn war dieser Handel auch in anderer Hinsicht interessant, da der bedeutende Holsteiner Verband bereits den Bau einer Reit- und Fahrschule mit Trabrennbahn am Wisch beschlossen hatte und man sich durch den Standort innerhalb der neuen Stadtgrenzen einen Prestigegewinn für die Stadt versprach.
Am 1. Januar 1974 und am 1. Januar 1982 wurden jeweils Teile der Gemeinde Klein Nordende mit damals knapp 300 Einwohnern (1974) bzw. etwa 100 Einwohnern (1982) eingegliedert.

### Einwohnerentwicklung
- 1875: etwa 07.000 Einwohner
- 1900: etwa 13.640 Einwohner
- 1939: etwa 22.000 Einwohner
- 1949: etwa 32.432 Einwohner

Einwohnerentwicklung von Elmshorn von 1875 bis 2016 nach nebenstehender Tabelle

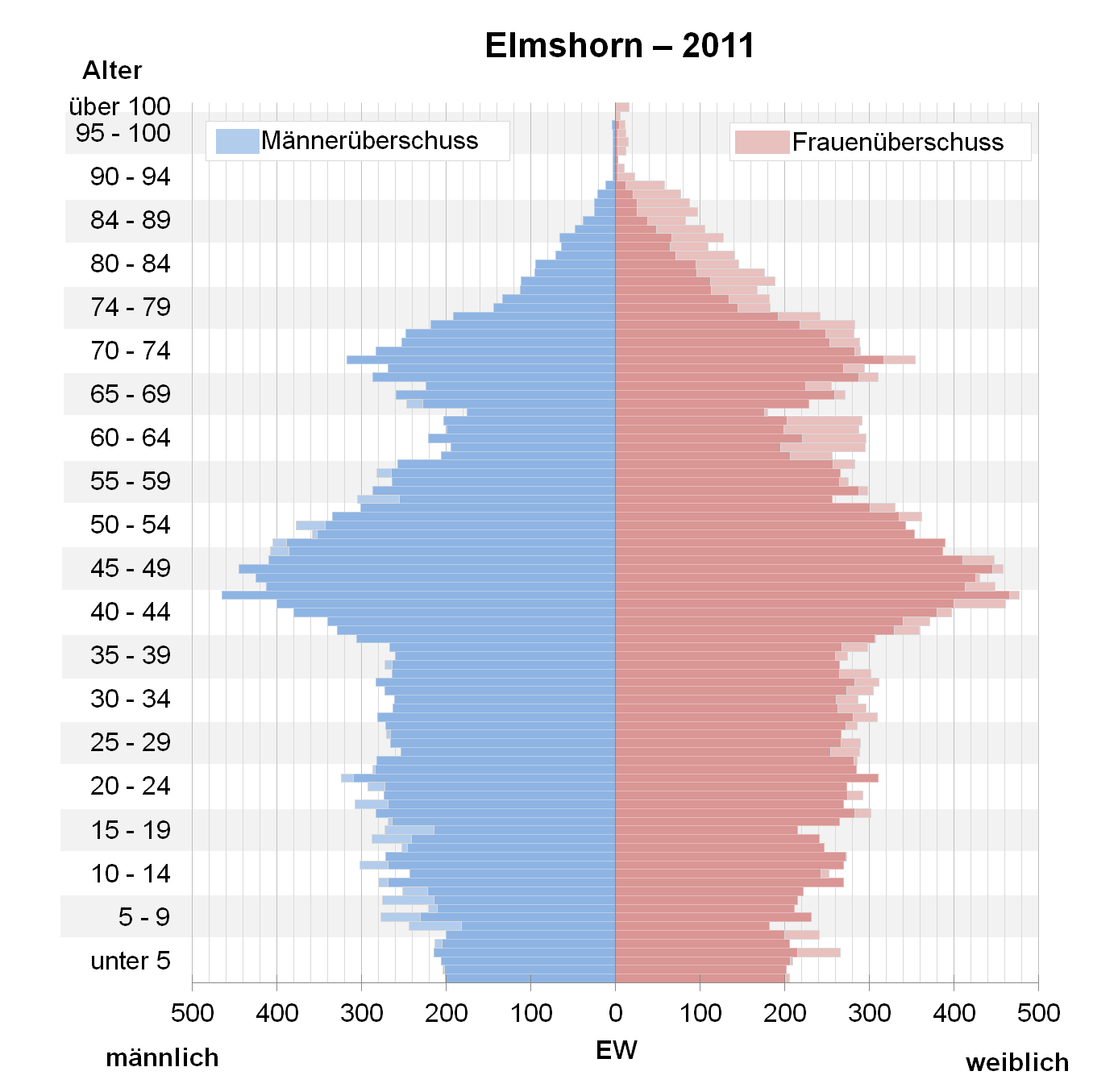
Bevölkerungspyramide für Elmshorn (Datenquelle: Zensus 2011)

- 1961: etwa 35.215 Einwohner, davon 253 im später eingemeindeten Nordende (am 6. Juni)[15]
- 1970: etwa 41.155 Einwohner, davon 272 im später eingemeindeten Nordende (am 27. Mai)[15]
- 2002: etwa 48.000 Einwohner
- 2003: etwa 48.958 Einwohner (am 31. August)
- 2004: etwa 48.379 Einwohner
- 2005: etwa 49.386 Einwohner (am 30. Juni)
- 2006: etwa 48.279 Einwohner
- 2007: etwa 48.052 Einwohner
- 2008: etwa 48.183 Einwohner
- 2010: etwa 48.924 Einwohner
- 2011: etwa 48.993 Einwohner
- 2012: etwa 47.490 Einwohner
- 2014: etwa 50.024 Einwohner (am 31. August)
- 2015: etwa 51.017 Einwohner (am 31. Dezember)
- 2016: etwa 49.206 Einwohner (am 31. Dezember)
- 2021: etwa 52.371 Einwohner (am 31. Dezember)
- 2023: etwa 53.003 Einwohner (am 31. Januar 2023)[17]

Durch Eingemeindungen und den starken Zustrom nach dem Zweiten Weltkrieg von Flüchtlingen und vor allem Vertriebenen aus den ehemaligen deutschen Ostgebieten stieg die Zahl der Einwohner stark an. Bei Kriegsende hielten sich in der Stadt Schätzungen zufolge 13.000 Flüchtlinge auf – fast so viele wie zuvor Einwohner –, die mangels Wohnraum in neun Lagern untergebracht werden mussten.
Im Jahr 2014 wurden erstmals über 50.000 Einwohner gezählt.

### Religionen

#### Christentum
Elmshorn war bis Ende 2008 Sitz des Kirchenkreises Rantzau der Nordelbischen Evangelischen Kirche (NEK). Nach Bildung des gemeinsamen Kirchenkreises Rantzau-Münsterdorf ist jetzt Itzehoe Sitz der Propsteiverwaltung. Das sogenannte Kirchliche Zentrum Elmshorn (KiZE) beherbergt einige der Dienste und Werke (z. B. das KiTa-Werk, die Diakonie oder das Bildungswerk) und ist seit 2021 wieder Sitz des Propstei-Süd. Innerhalb des Stadtgebietes gibt es mehrere Gemeinden, die im Kirchengemeindeverband Elmshorn zusammengefasst sind. Zu ihm gehören innerhalb von Elmshorn die Friedenskirchengemeinde (Lutherkirche und St.-Ansgar-Kirche), Nikolaikirche, Emmauskirchengemeinde (Stiftskirche und Thomaskirche), Zum Guten Hirten und die Bugenhagen-Kirchengemeinde in Klein Nordende. Darüber hinaus gibt es die Gemeinschaft in der Ev. Kirche.
Die römisch-katholische St.-Marien-Kirchengemeinde mit der Kirche Mariä Himmelfahrt gehört zum Erzbistum Hamburg. Elmshorn war bis 2016 innerhalb des Erzbistums Sitz des Dekanats Itzehoe-Süd. Im Jahr 2014 fiel im erzbischöflichen Generalvikariat in Hamburg die Entscheidung, die katholischen Kirchengemeinden im Kreis Pinneberg (mit Ausnahme von Schenefeld) zum Pastoralen Raum Südholstein zu verschmelzen. Dieser Prozess wurde mit der Errichtung der Pfarrei Heiliger Martin 2018 abgeschlossen. Zu ihr gehören die ehemaligen Pfarreien Elmshorn, Pinneberg, Quickborn und Wedel mit den dazugehörenden Standorten in Halstenbek und Uetersen.

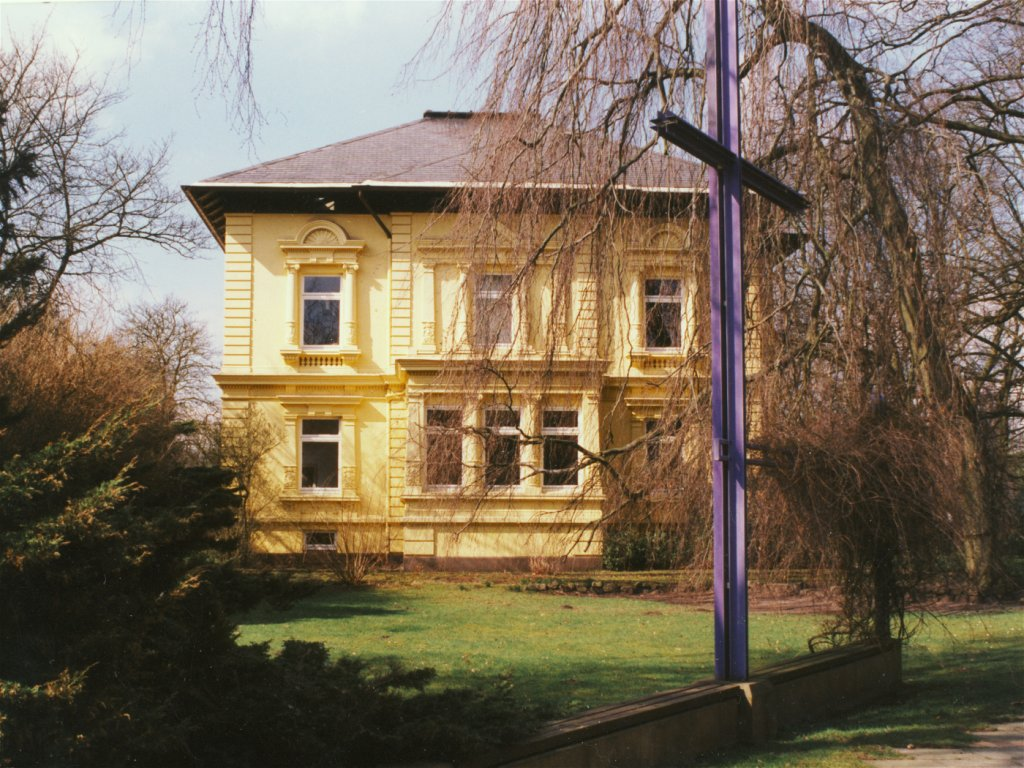
Gelbe Villa, Gemeindehaus der Evangelisch-Freikirchlichen Gemeinde Elmshorn

Die Vereinigung evangelischer Freikirchen (VEF) ist in Elmshorn mit vier Gemeinden vertreten. Die Evangelisch-Freikirchliche Gemeinde hat ihr Gemeindehaus, die sogenannte Gelbe Villa, an der Kaltenweide 83. Sie ist Trägerin des Kindergartens Regenbogen, der sich im Elmshorner Stadtteil Hainholz befindet. Das Gotteshaus der Mennonitengemeinde Elmshorn liegt an der Robert-Bosch-Straße 22. Die Siebenten-Tags-Adventisten versammeln sich im Heidmühlenweg 96 und die Mitglieder des pfingstlerischen Christus-Zentrums Arche in der Lornsenstraße 53.
Weitere in Elmshorn ansässige Religionsgemeinschaften mit christlichem Hintergrund sind die Neuapostolische Kirche, die Christengemeinschaft, die Zeugen Jehovas und die Mormonen, auch bekannt unter dem Namen Kirche Jesu Christi der Heiligen der letzten Tage.

#### Judentum
Vor der NS-Zeit existierte in Elmshorn eine jüdische Gemeinde mit einer Synagoge am Flamweg, die 1938 in Brand gesetzt wurde. Der jüdische Friedhof an der Feldstraße überstand die Naziherrschaft. Seit 2003 beherbergt Elmshorn auch wieder eine kleine jüdische Gemeinde, die sich dem progressiven Judentum zurechnet. Auch hat Elmshorn wieder eine Synagoge, am Flamweg 4–6 und damit schräg gegenüber der 1938 zerstörten Synagoge.

#### Islam
Infolge der Zuwanderung von Muslimen seit dem 20. Jahrhundert gibt es drei Moscheen in Elmshorn. Eine davon, die der Bismarckschule gegenüber liegende „Haci-Bayram-Veli-Moschee“ des Türkisch-Islamischen Kulturvereins, gehört der DITIB an, welche der türkischen Religionsbehörde Diyanet nahesteht. Eine zweite Moschee wird vom Verein „Islamisches Bildungs- und Integrationszentrum Elmshorn e. V.“ getragen. 2016 entstand zudem die „Moschee des Friedens“ in der Friedensstraße.
Eine Gemeinde der Konfession der Aleviten ist ebenfalls in Elmshorn präsent. Sie hat ein Cemevi (Versammlungshaus, Gebetsraum) für ihre Kulthandlungen eingerichtet. Die Elmshorner Gemeinde ist eine von sechs in Schleswig-Holstein (Lübeck, Kiel, Neumünster, Geesthacht, Wedel und Elmshorn).

### Sprache

Der Ortsname „Elmshorn“ in Gebärdensprache

In Elmshorn wird überwiegend Hochdeutsch mit norddeutscher (bzw. niederdeutscher) Klangfärbung gesprochen. Einige seiner Einwohner verstehen zwar noch das Platt- bzw. Niederdeutsche, verwenden es aber im Alltag (von Ausnahmen abgesehen) meist nicht mehr. Ein kleinerer Teil der Bevölkerung, insbesondere aber Bewohner des Umlandes, verwendet das Niederdeutsche durchaus noch als Alltagssprache. An Markttagen kann man in Elmshorn gelegentlich dieses Idiom hören.
Der Pflege der niederdeutschen Kultur hat sich der Heimatverein Tru un fast (treu und fest) verschrieben. Gemäß der Europäischen Sprachenschutzkonvention, die auch das Niederdeutsche schützt, haben die Elmshorner einen Rechtsanspruch darauf, offizielle städtische Dokumente in niederdeutscher Sprache ausgehändigt zu bekommen.
In der Gebärdensprache ist der Ortsname „Elmshorn“ von dem Zeichen für „Horn“ abgeleitet.

## Politik

### Stadtverordneten-Kollegium
- Linke: 4
- SPD: 13
- Grüne: 10
- FDP: 5
- CDU: 19

Ergebnis der Gemeindewahl vom 14. Mai 2023:
| Partei                   | Stimmen | Stimmenanteil | Sitze |
| ------------------------ | ------- | ------------- | ----- |
| CDU                      | 5898    | 36,6 %        | 19    |
| SPD                      | 4057    | 25,2 %        | 13    |
| Bündnis 90/Die Grünen    | 3229    | 20,0 %        | 10    |
| FDP                      | 1669    | 10,4 %        | 5     |
| Die Linke                | 1259    | 07,8 %        | 4     |
| Wahlbeteiligung = 42,6 % |         |               |       |

Derzeitiger Bürgervorsteher ist Andreas Hahn (CDU).

### Oberbürgermeister
Seit dem 1. Januar 2014 ist der parteilose vormalige Stadtrat Volker Hatje Bürgermeister. Bei der Direktwahl vom 22. September 2013 setzte er sich mit 81,86 % gegen die Mitbewerberin Katja Wolframm (Bündnis 90/Die Grünen) durch, die auf 18,14 % kam. Er löste Brigitte Fronzek (SPD) ab, die ab dem 1. Januar 1996 im Amt gewesen war. Volker Hatje wurde am 15. September 2019 mit 67,67 % der Stimmen (bei einer Wahlbeteiligung von knapp 38 %) im Amt bestätigt. Seit dem 1. Juni 2023 trägt das Amt auf Grund der zunehmenden Bevölkerungszahl, den Titel "Oberbürgermeister".
Die nächste Oberbürgermeisterwahl ist für den 28. September 2025 angesetzt.

### Wappen

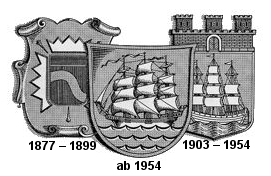
Die Elmshorner Wappen (ab 1877)

Blasonierung: „In Rot auf blau-silbernen Wellen segelnd ein silbernes Vollschiff mit gerefften Bramsegeln am Fock- und Kreuzmast.“
Das von Wolfgang Horst Lippert entworfene Stadtwappen und die Flagge Elmshorns wurden 1954 genehmigt und gehen auf das Wappen zurück, das 1903 durch Kaiser Wilhelm II. verliehen wurde.
Das im Wappen dargestellte Vollschiff soll an den Walfang und die Flora erinnern, die 1817 erstmals zum Robben- und Walfang in die Arktis fuhr und der letzte und wohl bekannteste Walfänger der Stadt war. Es handelt sich jedoch nicht um eine originalgetreue Abbildung der Flora selbst. Auch die Straßennamen „Florapromenade“, „Walfängerstraße“ und „Robbenschlägerweg“ zeugen von dieser Zeit. Blau-Weiß-Rot, die Farben des Wappens, sind auch die des Landes Schleswig-Holstein.

### Flagge
Blasonierung: „Die Stadtflagge besteht aus rotem Tuch und enthält in der Mitte auf blauen Wellen segelnd ein Vollschiff in Weiß mit gerefften Bramsegeln am Fock- und Kreuzmast.“

### Paten- und Partnerschaften
Seit 1937 besteht eine Patenschaft für die überwiegend von Angehörigen der deutschen Minderheit bewohnte Gemeinde Jündewatt in Nordschleswig in Dänemark, die heute zur Gemeinde Tinglev gehört. Die seit 1953 bestehende Patenschaft für Stargard in Hinterpommern (Polen) wurde 1993 in eine Städtepartnerschaft umgewandelt. Seit 1987 besteht eine Städtepartnerschaft mit dem südfranzösischen Tarascon, seit 1990 mit der brandenburgischen Elbestadt Wittenberge und seit 2000 mit der finnischen Stadt Raisio. Mit der norwegischen Hafenstadt Molde und dem Luftkurort Schotten im Naturpark Hoher Vogelsberg ist Elmshorn freundschaftlich verbunden.
Von 1969 bis zur Außerdienststellung des Bootes 1994 bestand eine Patenschaft der Stadt Elmshorn für den Minensucher Nautilus der Bundesmarine.
Partnerstädte
 Raisio (Finnland), seit 2000
 Stargard (Polen), seit 1993
 Wittenberge (Deutschland), seit 26. August 1990
 Tarascon (Frankreich), seit 1987

### Kinder- und Jugendbeirat
Der Kinder- und Jugendbeirat der Stadt Elmshorn (kurz KJB) ist seit dem 17. Februar 1994 fester Bestandteil der Kinder- und Jugendarbeit der Stadt Elmshorn. Er ist zum Beispiel Ansprechpartner in der Beratung über grundsätzliche Fragen der Jugendarbeit und der Kinder- und Jugendpolitik in Elmshorn, Beratung über Anträge und Empfehlungen an die Stadt Elmshorn, die die Interessen und Wünsche der Kinder und Jugendlichen in den Bereichen Schule, Beruf und Freizeit betreffen. Der KJB besteht aus mindestens neun und maximal 19 Jugendlichen im Alter von zwölf bis einschließlich 21 Jahren.
Auch gibt es in Elmshorn mehrere aktive Pfadfinderstämme.

## Bauwerke

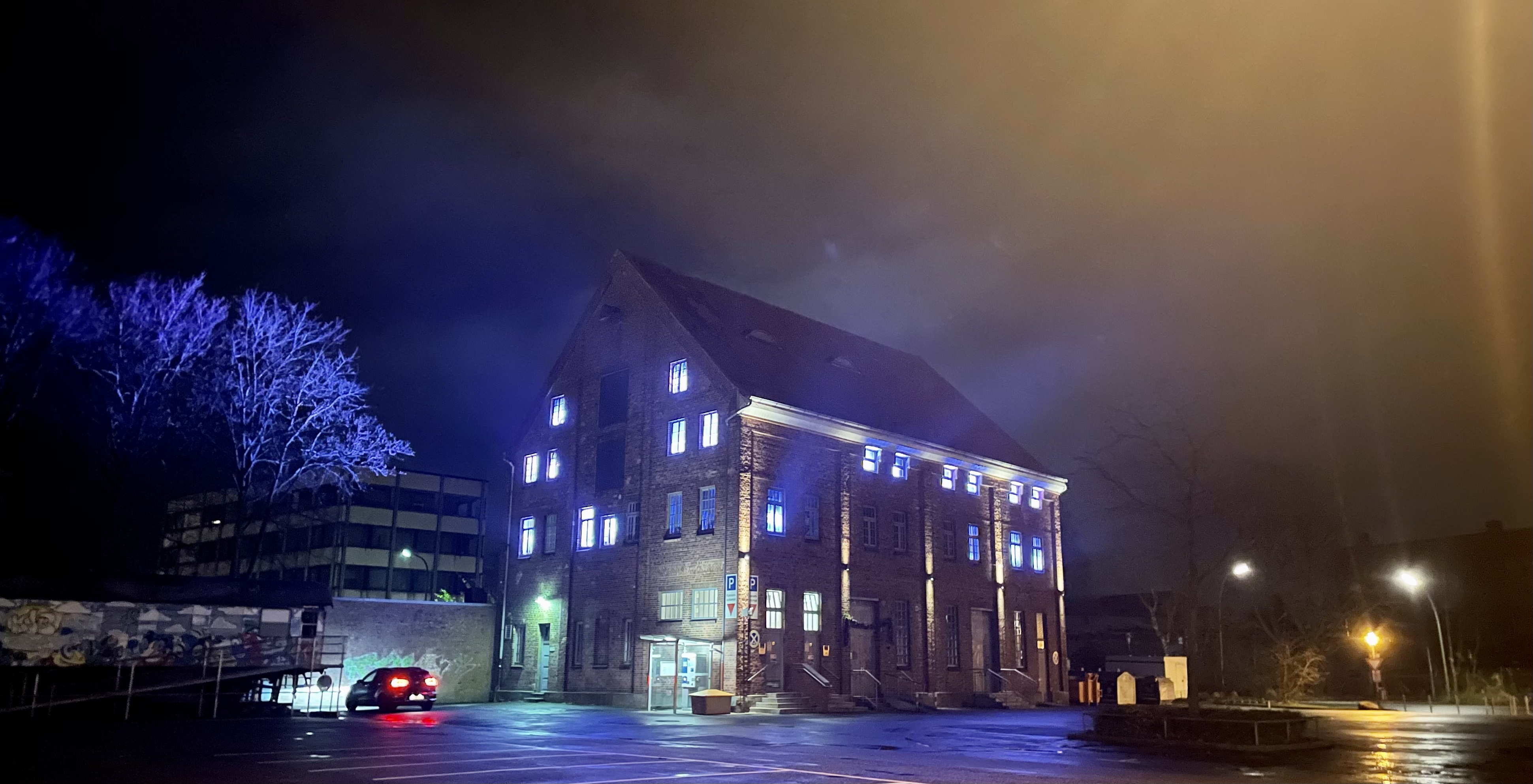
Markthalle (2020)

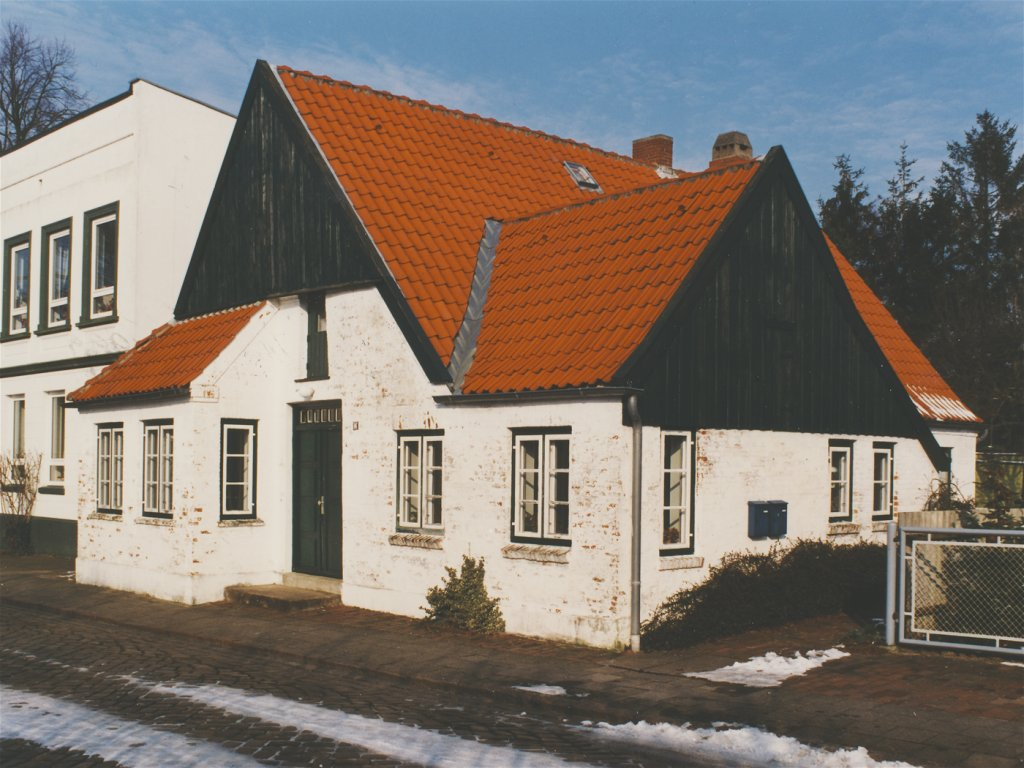
Sandberg

Durch wiederholte Zerstörung der Stadt und geringe Wertschätzung der alten Bausubstanz gingen schon im 19. Jahrhundert viele stadtbildwirksame Gebäude und Flächen verloren. Weitere historische Gebäude wurden im Zweiten Weltkrieg und während des nachfolgenden Wiederaufbaus zerstört.
- Das wohl wichtigste historische Bauwerk der Stadt ist heute die Nikolaikirche mit ihren charakteristischen Holzeinbauten im Stil der Walfangepoche. Beim Eintreten glaubt man sich im Unterdeck eines Walfängers zu befinden. Im Seitenschiff hängt ein Segelschiffsmodell. Die während des Dreißigjährigen Kriegs zerstörte Kirche wurde 1660 wiederaufgebaut und am 7. Trinitatissonntag des folgenden Jahres – noch turmlos – eingeweiht. 1733 wurde die Neue Kirche angebaut, am Wedekamp (dem heutigen Probstenfeld) wurde ein Kirchhof angelegt. Der Kirchturm wurde erst 1881/1882 errichtet. Nach einem umfassenden Umbau und Renovierung wurde die Nikolaikirche am 23. Februar 1913 nochmals geweiht.
- Für die evangelische Thomaskirche schuf Charles Crodel 1964 die Glasmalereien.

### Bauten aus vorindustrieller Zeit
- Möhring’sches Haus von 1780, ehemalige Brennerei, heute durch die Stadtbücherei genutzt
- Fachwerkgebäude des Hotels Drei Kronen am Flamweg
- Fachwerkgebäude des Restaurants Mercator an der Hafenstraße, erbaut 1750
- weitere Wohnhäuser an den Straßen Sandberg und Klostersande

### Im Zuge der Industrialisierung entstandene Gebäude

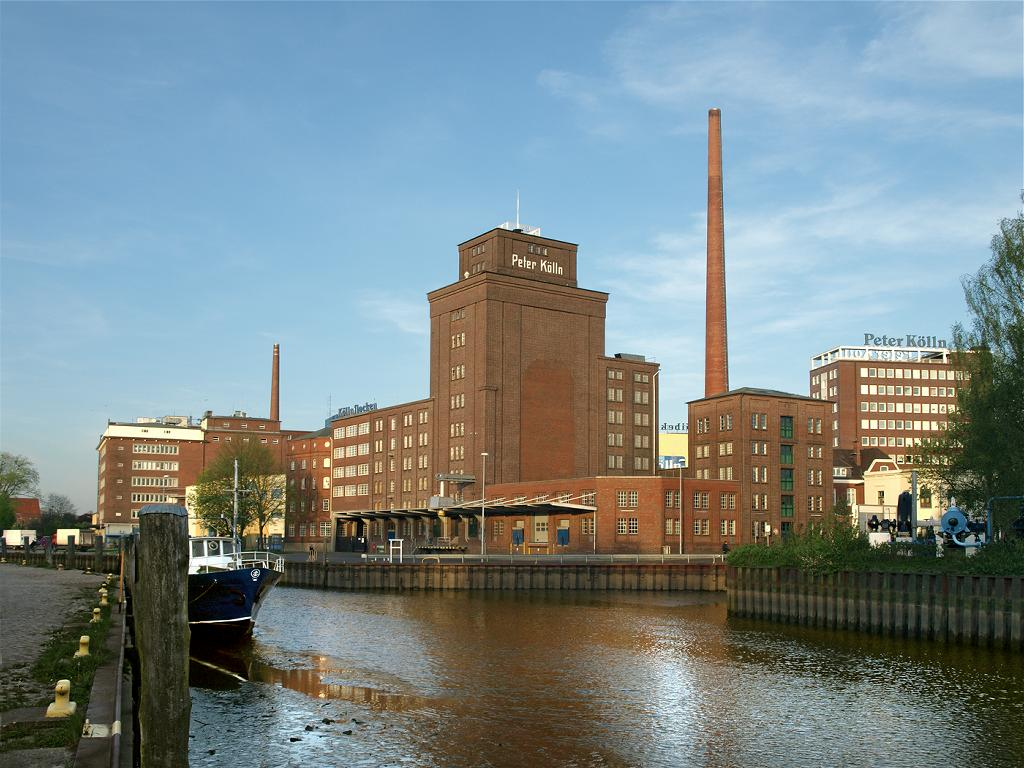
Köllnflocken-Werke

- Wasserturm Elmshorn von 1902, heute in Privatbesitz, beherbergt eine Kerzenzieherei und ein Café
- ältere Gebäude der Köllnflocken-Werke aus den 1920er Jahren von dem Altonaer Architekten Carl Heinrich Frühauf
- Torhaus von 1918, ursprünglich Kontorgebäude einer Lederfabrik, konnte 1974 nur durch eine zufällige entstandene Mehrheit im Stadtverordnetenkollegium vor dem Abriss gerettet werden
- Markthalle am Buttermarkt aus den 1920er Jahren, ebenfalls Teil einer Lederfabrik
- Lagerhaus an der Schlossstraße, Eisenbetonskelettbau aus der Zeit des Ersten Weltkriegs, ursprünglich Teil einer Lederfabrik, später von Teppich-Kibek genutzt
- heutiges Industriemuseum Elmshorn an der Catharinenstraße, erbaut 1895 als Lagerhaus für Musikinstrumente, später von der Margarinefabrik Rostock genutzt

### Repräsentationsbauten des Historismus
- Bismarckschule von 1897, Neugotik

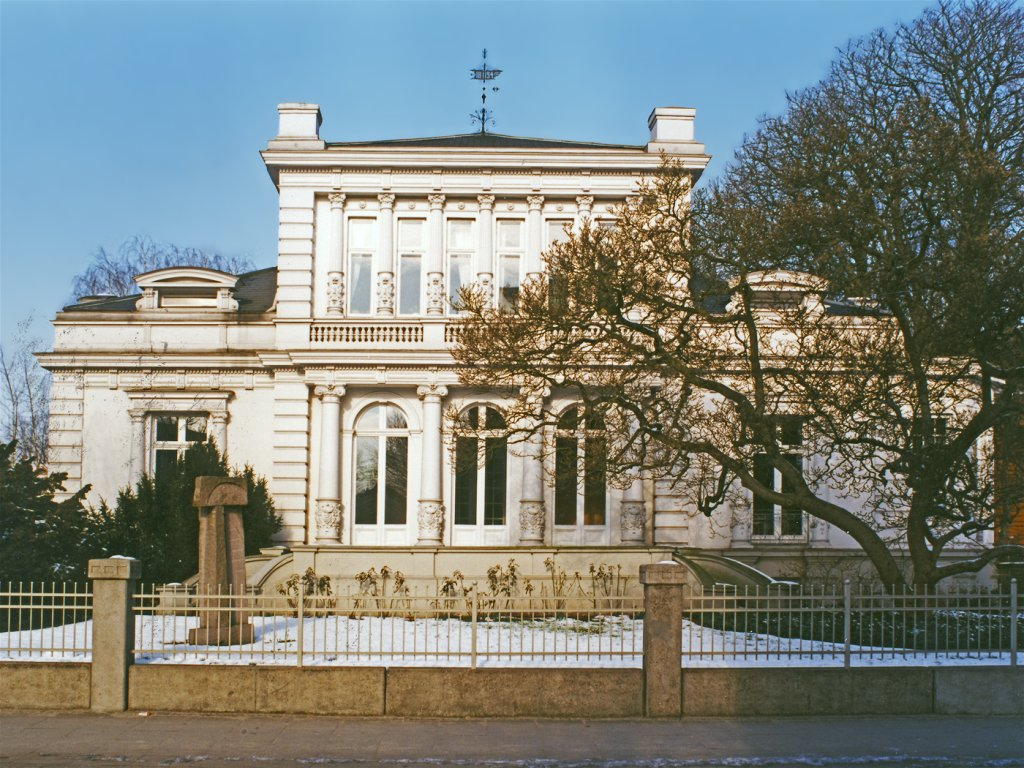
Weiße Villa

- heutige Volkshochschule (ehemaliges Lyzeum) von 1903, Neugotik
- Amtsgerichtsgebäude von 1910, Neorenaissance (nach Vorbildern der niederländischen Renaissance)
- Weiße Villa, ehemaliges privates Wohnhaus von 1894, heute im Besitz der Stadt, Neorenaissance

### Bauten der frühen Moderne
- Blaue Schule (ehemalige Realschule am Propstenfeld, seit dem Schuljahr 2010/2011 Oberstufengebäude der Bismarckschule), 1930–1931 gebaut, zeigt Elemente des Neuen Bauens

## Naherholung

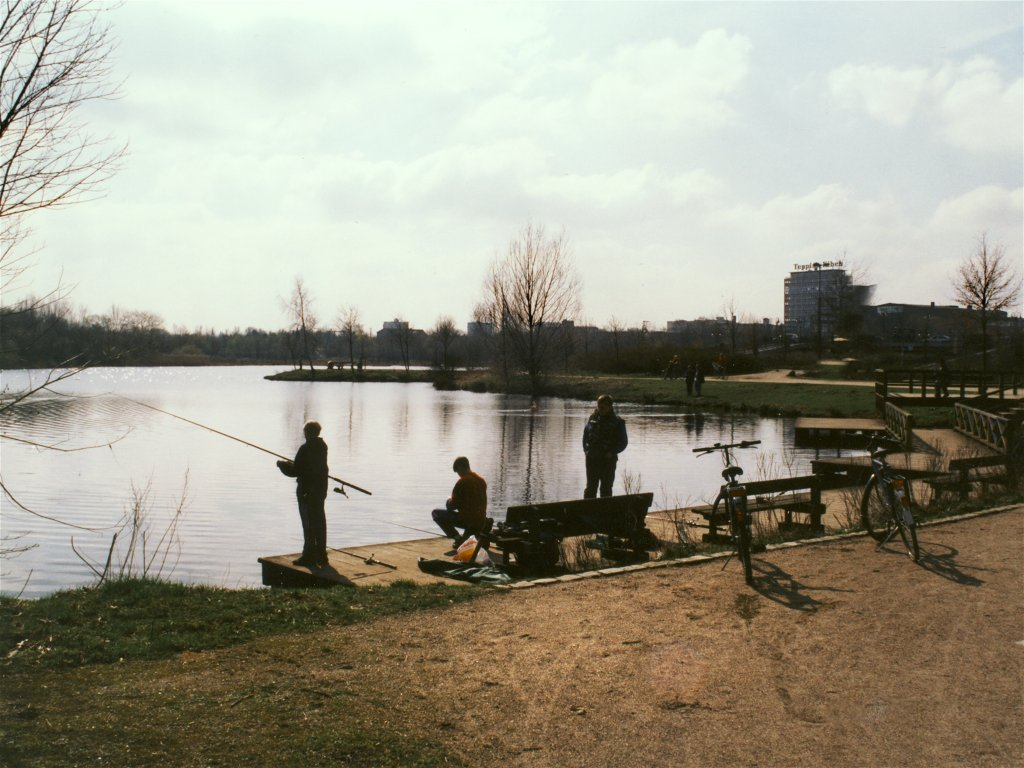
Steindammpark

Elmshorn besitzt mehrere Parks und Seen, die künstlich angelegt wurden. Der Stadtpark Liether Wald mit seinem Rosengarten jenseits der B 431 liegt im Süden der Stadt und eignet sich genauso für ausgedehnte Spaziergänge wie der zentral gelegene Steindammpark mit dem anschließenden Krückaupark und Sibirien, einem Wäldchen mit Teich, Gastwirtschaft und Minigolf-Anlage am nördlichen Stadtrand. In Sibirien befindet sich auch ein Anker des Elmshorner Wappenschiffs Flora.
Des Weiteren gab es die Gastwirtschaften bzw. Hotels Südpol (am Südrand der Stadt), Äquator und Nordpol, die alle nicht mehr existieren.
Über die Deiche entlang der Krückau können das in der Gemeinde Kollmar gelegene Krückausperrwerk und das Elbufer bei Kollmar erreicht werden. Weitere beliebte Ausflugsziele sind der Rantzauer Forst und der Rantzauer See in Barmstedt sowie der Bokeler See. Das etwa 5 Kilometer südwestlich von Elmshorn in Ellerhoop gelegene Arboretum des Kreises Pinneberg mit seinen 3.800 Bäumen, Bauerngarten und Teich und die westlich von Elmshorn zwischen Neuendorf und Seester verkehrende historische Personenfähre „Fähre Kronsnest“ sind von Elmshorn aus ebenfalls schnell erreichbar.
Elmshorn wird von drei großen Radwanderwegen berührt: Ochsenweg, Nordseeküsten-Radweg und Elberadweg.
Die Wohnbebauung von Elmshorn ist von einer Vielzahl von Landschaftsschutzgebieten (LSG) umgeben. Im Nordosten liegt ein Teil des LSG Mittlere Krückau, im Südosten Teile des LSG Moorige Feuchtgebiete, im Südosten Teile des LSG Pinneberger Elbmarschen und auf mehrere kleine Flächen verteilt das Landschaftsschutzgebiet LSG des Kreises Pinneberg. Entlang der Krückau befinden sich im Gemeindegebiet Teile der beiden europäischen NATURA 2000-Schutzgebiete FFH-Gebiet Schleswig-Holsteinisches Elbästuar und angrenzende Flächen und FFH-Gebiet Obere Krückau.

## Theater, Musik und Film
Das Elmshorner Stadttheater mit seinen 436 Sitzen ist ein Tourneetheater ohne eigenes Ensemble. Auch die Dittchenbühne, ein Verein mit eigener Spielstätte und Ensemble in ostpreußischer Tradition, gibt regelmäßige Aufführungen. Eine Besonderheit stellt das Schultheater des Elsa-Brändström-Gymnasiums dar, das durch seine professionellen Aufführungen überregionale Bekanntheit erlangte (bis 2010). Die Gruppe besteht als „Theater der Ehemaligen der EBS“ weiter und vertritt das Elmshorner Kulturleben beim alle zwei Jahre stattfindenden Deutschen Evangelischen Kirchentag. Die Laienbühne Elmshorner Speeldeel bietet Theateraufführungen in niederdeutscher Sprache an.
Die Gruppe Speelwark, die traditionelle und selbstgeschriebene niederdeutsche Lieder singt und schon mehrfach beim Grand Prix der Volksmusik auftrat, ist in Elmshorn beheimatet.
Die Stadt ist außerdem einer der Veranstaltungsorte des Schleswig-Holstein Musik Festivals. Die Konzerte finden auf dem Gelände der 1894 gegründeten Reit- und Fahrschule in einer großräumigen, unter Denkmalschutz stehenden Reithalle statt.
Seit Ende 2007 gibt es in Elmshorn nur noch ein Kino, das Cineplex im Industriegebiet Süd. Das Apollo in der zentralen Fußgängerzone Königstraße schloss Ende 2007, nachdem ein Rettungsversuch als Filmkunstkino gescheitert war. Lange Zeit waren das Apollo und die Kammerlichtspiele am Bahnhof (Smoky) die einzigen Kinos der Stadt. Das Apollo wurde Anfang der 1980er Jahre von einem großen Kinosaal in drei Kleinkinos, zunächst als „Verzehrkino“ mit Bedienung am Tisch, umgebaut. In den ehemaligen Räumen des Smoky befindet sich inzwischen eine Spielhalle. In den 1980er Jahren entstand gegenüber dem Bahnhof das Savoy, das Ende der 1990er Jahre im Zuge des Cineplex-Neubaus geschlossen und in eine Diskothek umgestaltet wurde. Nur ältere Elmshorner erinnern sich noch an das Astoria im Stadtteil Klostersande (heutiges Stadttheater) sowie ein weiteres Kino in der Peterstraße.

## Kunst, Kultur und Literatur

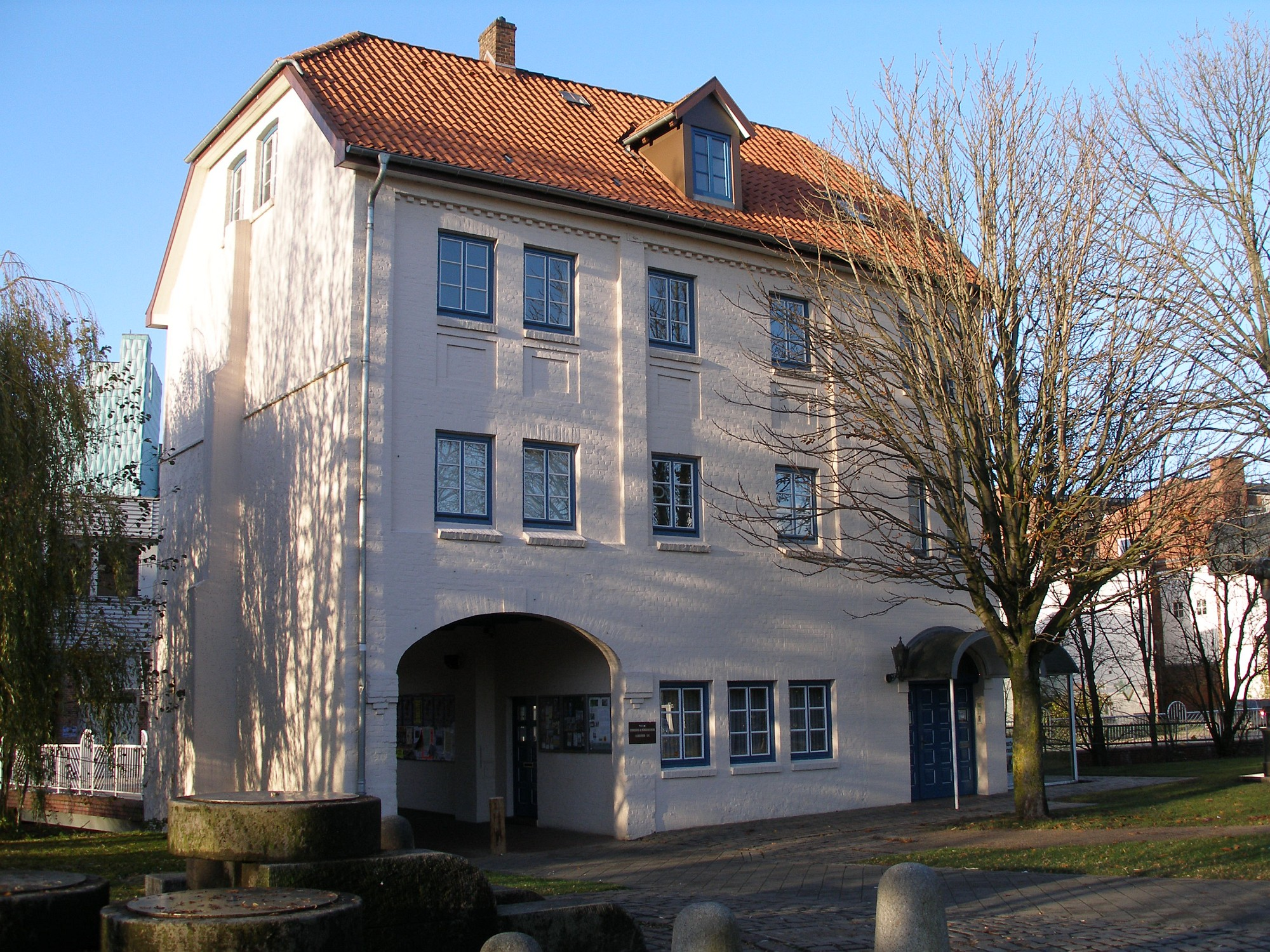
Torhaus (1918)

Der Elmshorner Kunstverein mit Sitz im Torhaus veranstaltet Ausstellungen und hat unter anderem auch den Skulpturengarten mit seinen modernen Kunstwerken und Objekten am Krückauufer in der Innenstadt geschaffen. Eine der ersten Ausstellungen des Kunstvereins unter dem Titel Die verbrannten Dichter, die sich mit im Nationalsozialismus verfolgten Dichtern befasste, wurde sogar in Israel gezeigt. Die Stadtbücherei beherbergt die Artothek, in der Kunstwerke gegen Gebühr ausgeliehen werden können.
Alle zwei Jahre vergibt die Stadt den Kulturpreis der Stadt Elmshorn für besondere Leistungen auf geisteswissenschaftlichem und künstlerischem Gebiet – Musik, bildende Kunst einschließlich Kunsthandwerk, darstellende Kunst, Theater/Film und Literatur – sowie auf dem Gebiet der Heimat- und Denkmalpflege. Der Preis ist mit 3.500 Euro dotiert und wird an Einzelpersonen, Gruppen, Vereine, Verbände oder sonstige Organisationen vergeben, deren Wirken in Beziehung zur Stadt und der näheren Umgebung steht. Ab 2021 werden zudem ein Jugend-Kulturpreis, dotiert mit 1.000 Euro und ein Nachwuchspreis, dotiert mit 500 Euro alle zwei Jahre vergeben.
In Elmshorn wurden bisher insgesamt 25 Stolpersteine des Kölner Künstlers Gunter Demnig verlegt.

## Museen
Das Konrad-Struve-Haus der Ortsgeschichte ist das Heimatmuseum der Stadt und eine Außenstelle des Industriemuseums. Hier werden geologische Funde und Objekte aus der Vor- und Frühgeschichte sowie aus der Zeit des Wal- und Robbenfangs gezeigt. Des Weiteren gibt es eine Ausstellung zur Gold- und Silberschmiede und eine rekonstruierte Wohnstube von 1800. In dem Gebäude ist auch die „Vereinigung für Familienkunde“ mit einem familienkundlichen Archiv und einer Fachbücherei und tru un fast, der Heimatverein zur Pflege der niederdeutschen Kultur, untergebracht.

## Regelmäßige Veranstaltungen

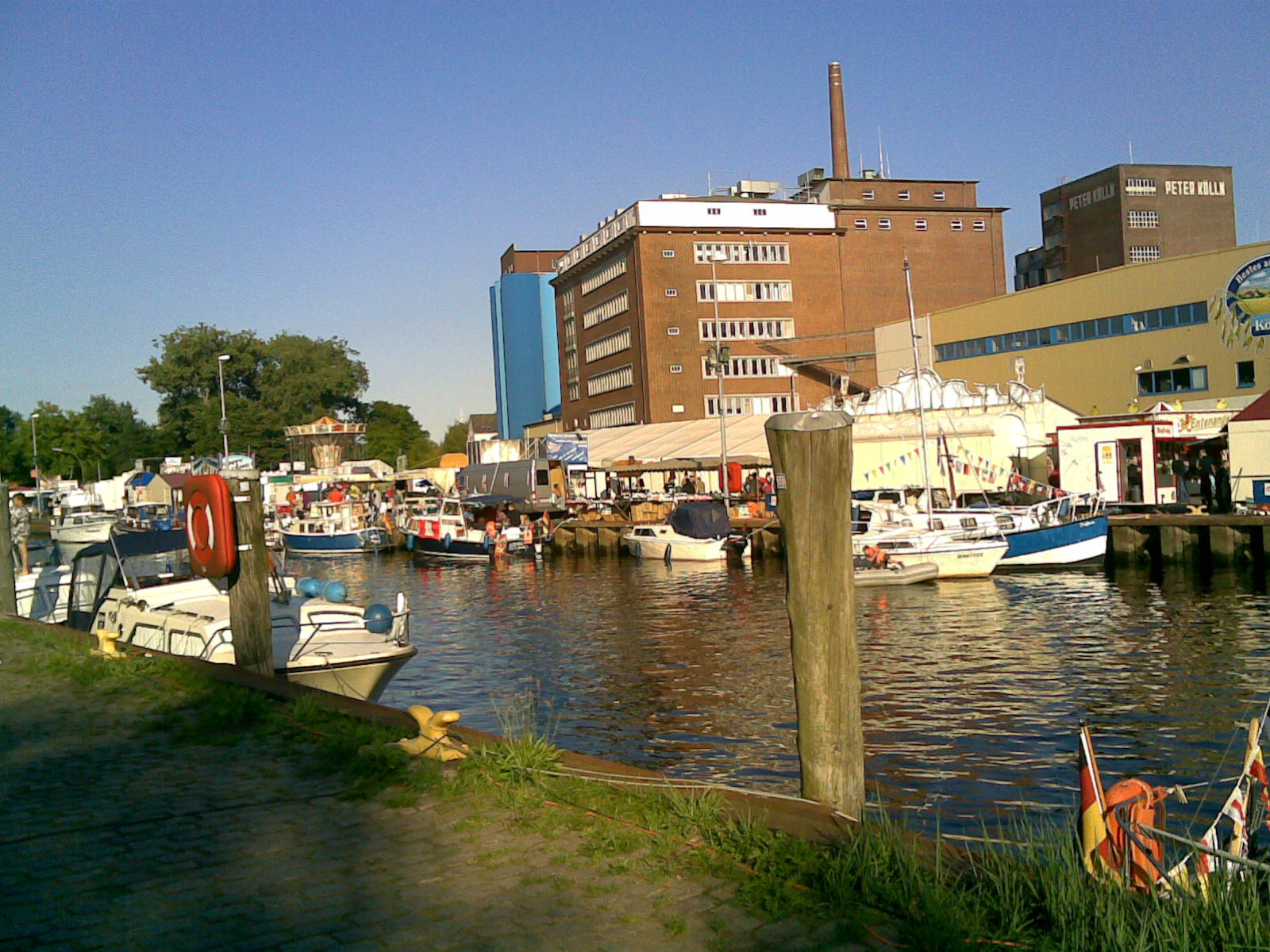
Elmshorner Hafenfest (2008)

Immer in der letzten Augustwoche findet die Florawoche statt, die vom Verkehrs- und Bürgerverein veranstaltet wird. Höhepunkt der Veranstaltungswoche ist das Hafenfest in der Innenstadt. Ebenfalls jährlich im September gibt es das Hainholzer Stadtteilfest im Rahmen von Drei Bunten Tagen. Mit Rücksicht auf das Hafenfest legt der Stadtteilverein Elmshorn-Hainholz e. V. diesen Termin immer auf eines der nachfolgenden Wochenenden.
Vierteljährlich findet der Elmshorner Jahrmarkt statt. Ebenfalls auf dem Marktplatz findet jeweils mittwochs und sonnabends ein Wochenmarkt statt. Dieser verfügt über eine eigene Markthalle mit festen Ständen, die es insbesondere Schlachtern ermöglicht, auf dem Markt frische Ware anzubieten. Auf diesem Platz und dem Parkplatz des famila-Marktes finden regelmäßig auch Flohmärkte statt.

## Sport

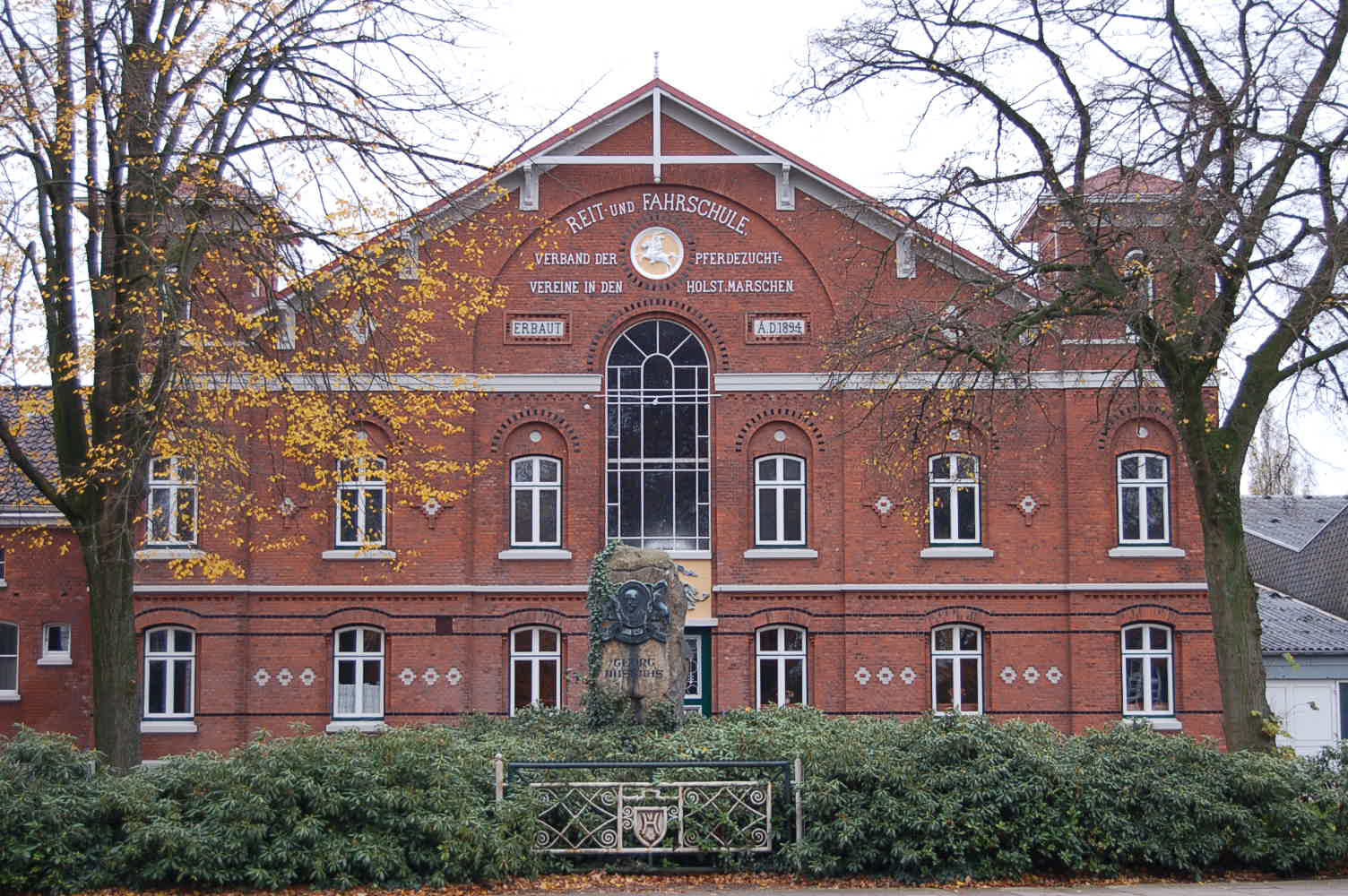
Reit- und Fahrschule Elmshorn

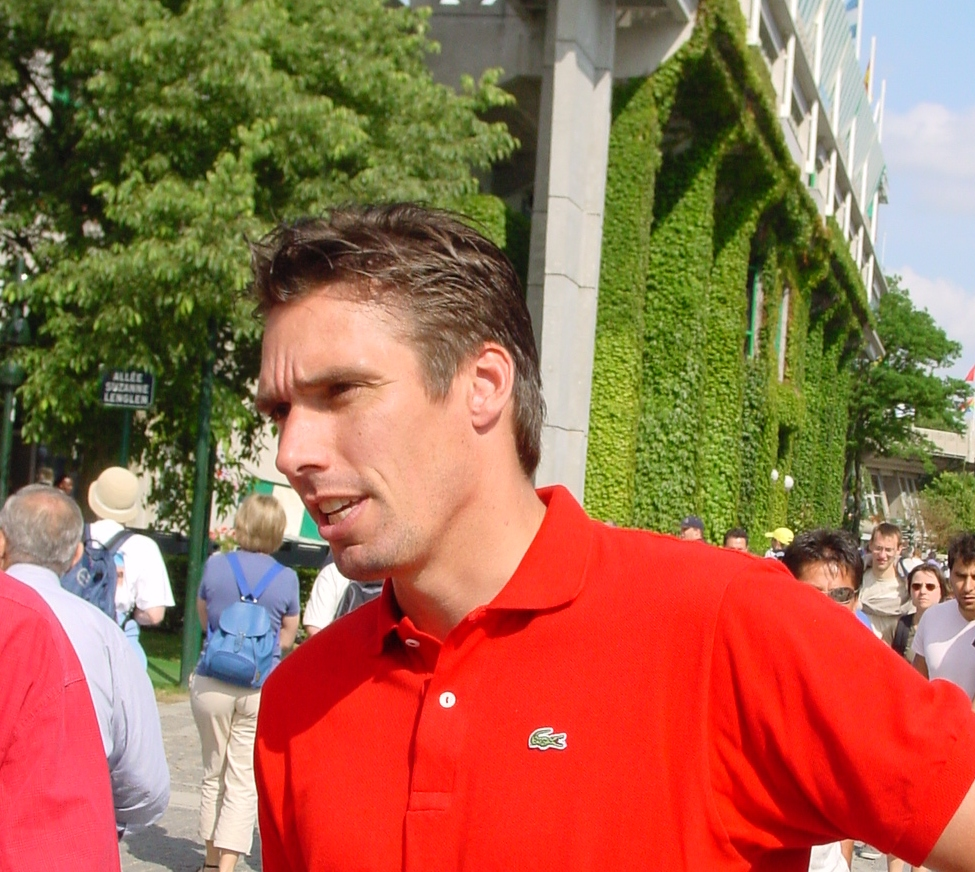
Michael Stich ist der bekannteste Tennisspieler der Stadt

Zwei große Sportvereine der Stadt, die FTSV und Fortuna Langelohe, fusionierten 2004 zur FTSV Fortuna Elmshorn. Die Fußballsparten beider Vereine, darunter die erfolgreichste Fußballsparte der Stadt, Raspo Elmshorn, wurden zum FC Elmshorn. Rasensport (auch Raspo) spielte schon in den 1960er Jahren in der Landesliga, die damals nach Bundes- und Regionalliga die dritthöchste bundesdeutsche Spielklasse war. Vor der Fusion mit Fortuna spielte Rasensport in der Oberliga Nord (Staffel Hamburg/Schleswig-Holstein), der zu der Zeit vierthöchsten Spielklasse Deutschlands. Durch die Zusammenlegung der Oberliga nach der Saison 2003/04 (die oberen acht beider Staffeln verblieben in der Liga, alle anderen stiegen ab), vier Jahre nach der Reduzierung der Regionalligen von vier auf zwei, verlor Rasensport eine Klasse und musste in die Verbandsliga. Die ersten Herren spielten dort die Saison 2004/05 und stiegen weiter in die Landesliga ab. Nach einem weiteren Abstieg nur ein Jahr später fand sich die einst erfolgreichste Fußballmannschaft der Stadt in der siebtklassigen Bezirksliga wieder und spielte dort gemeinsam mit weiteren Fußballvereinen der Stadt, der SV Lieth sowie Holsatia. Der FC Elmshorn schaffte in der Saison 2012/2013 die Rückkehr in die Oberliga Hamburg und wurde in der darauffolgenden Saison 2013/14 Oberligameister. Er hatte damit die Chance, an den Aufstiegsspielen zur Regionalliga teilzunehmen. Doch die sportliche Leitung des Clubs entschied, aufgrund des unzureichenden Stadions die Mannschaft nicht für die Aufstiegsspiele zu melden und stattdessen in der Oberliga zu verbleiben. Aus Enttäuschung wechselten viele Leistungsträger zu anderen Vereinen, so dass der FC Elmshorn im Laufe der Saison 2014/15 bis auf den letzten Tabellenplatz abrutschte. Um ein finanzielles Desaster zu vermeiden, wurde die 1. Mannschaft während der laufenden Saison vom Spielbetrieb abgemeldet.
Der Elmshorner Männerturnverein (EMTV), der mit der Holsatia fusionierte, ist mit über 4.000 Mitgliedern einer der mitgliederstärksten Sportvereine Schleswig-Holsteins. Ein weiterer Verein im Süden der Stadt ist die SV Lieth, die traditionell Elmshorn zugerechnet wurde und noch wird, obwohl die früheren Sportplätze im Ortsteil Lieth („bei Rasmussen“) mittlerweile wohnbebaut sind und das „Waldstadion“, in dem die 1. Fußballmannschaft ihre Heimspiele jetzt austrägt, zur Nachbargemeinde Klein Nordende gehört. Die Spielvereinigung unterhält neben der Fußballabteilung verschiedene weitere Sportarten wie Tennis oder Volleyball. Auch die türkischen Mitbürger haben sich mit dem Verein Gençler Birliği einen Platz in der Sportlandschaft Elmshorns geschaffen.
Die Holsatia Alligators spielten bereits in der Baseball-Bundesliga.
Die Fighting Pirates sind im American Football erfolgreich. Regelmäßig finden sich bis zu 2500 Zuschauer bei ihren Heimspielen in einem der Elmshorner Stadien ein. Der Club spielte 2014 und 2015 in der German Football League 2 (GFL 2), früher 2. Bundesliga, der zweithöchsten Spielklasse für American Football in Deutschland. Nach Meisterschaft in der Regionalliga 2017 spielte das Team ab 2018 wieder in der GFL 2. Dem Team gelang im Jahre 2019 den Aufstieg in die German Football League (GFL), die 1. Bundesliga für American Football der Herren in Deutschland. Durch die COVID-19-Pandemie, konnte bislang der Saisonbetrieb nicht aufgenommen werden.
Der bekannteste Tennisverein ist der Lawn-Tennis-Club, in dessen Anlagen der Wimbledon-Sieger Michael Stich ab 1975 das Tennisspielen erlernte.
Elmshorn ist Sitz des Holsteiner Verbandes, der sich um die Zucht der Holsteiner Pferde kümmert und zu dessen regelmäßigen Auktionen Kunden aus aller Welt kommen. Im Jahre 2005 wurde eine neue Auktionshalle eröffnet, da die alten, unter Denkmalschutz stehenden Gebäude den heutigen Platzansprüchen nicht mehr angemessen waren. Auf dem Gelände des Verbandes befindet sich die 1895 gegründete Reit- und Fahrschule sowie die Trabrennbahn Elmshorn, neben Hamburg-Bahrenfeld die einzige in der Region. Durch die Insolvenz des Elmshorner Trabrennclubs im Mai 2006 werden allerdings keine Rennen mehr auf dem Oval ausgetragen.
Das Schwimmzentrum Elmshorn und das Swim-Team Stadtwerke Elmshorn sind Leistungssportzentren dieser Sportart. Die Elmshorner Schwimmhallen wurden bereits in den 1980er Jahren grundlegend saniert und von „Badeanstalten“ zu „Badeparks“ mit Spaßbecken und Riesenrutschen (sowohl im Hallen- als auch im Freibad), Whirlpool, Saunagarten und anderem ausgebaut.
Seit 1981 ist die „Fahrradgruppe Rückenwind“ als nicht eingetragener Verein in Elmshorn aktiv, Schwerpunkt sind gesellige Ausfahrten von 30 bis 100 Kilometer Länge in der Umgebung.
In Elmshorn gibt es auch einen Tanzsportverein, der zum Tanzsportverband Schleswig-Holstein (TSH) gehört: Die Tanzsportabteilung des FTSV Fortuna Elmshorn bildet den TGC Schwarz-Rot Elmshorn.
Seit einigen Jahren gehört Mischa Urbatzka zur deutschen Spitze im Beachvolleyball.
Auch das Schachspiel wird in Elmshorn aktiv betrieben. Der Elmshorner Schachclub von 1896 e. V. zeichnet sich vor allem durch seine gute Jugendarbeit aus. So konnte die erste Jugendmannschaft des Vereins in der Saison 2006/2007 in die Jugendbundesliga Nord aufsteigen und wurde von den Lesern der Elmshorner Nachrichten zu „Elmshorns Mannschaft des Jahres 2007“ gewählt. Nachdem das Team sich überraschend drei Jahre in der höchsten deutschen Spielklasse gehalten hat, ist es im Sommer 2010 wieder abgestiegen. Zudem hat der Verein viele Jugendlandesmeister hervorgebracht.
Der Amateurfunk wird in Elmshorn von zwei Ortsvereinen vertreten:
1. Den Ortsverein M27 im Deutschen Amateur Radio Club e. V. (DARC e. V.) mit der Klubstation DKØEBS und der Ausbildungsstation DN4VF und
2. den Ortsverein Z72 des Verbandes der Funkamateure in Telekommunikation und Post e. V. (VFDB e. V.) mit der Klubstation DLØHE.

Weiterhin ist in Elmshorn das 70cm-FM-Relais DBØPI bei der Firma Peter Kölln auf einem Silo in ca. 40 m Höhe aufgebaut. Das Relais sendet auf 438,6625 MHz (-7,6 MHz Ablage). Betreiber und verantwortlich für dieses Relais ist der Ortsverein Pinneberg, E15.

## Kulinarische Spezialitäten

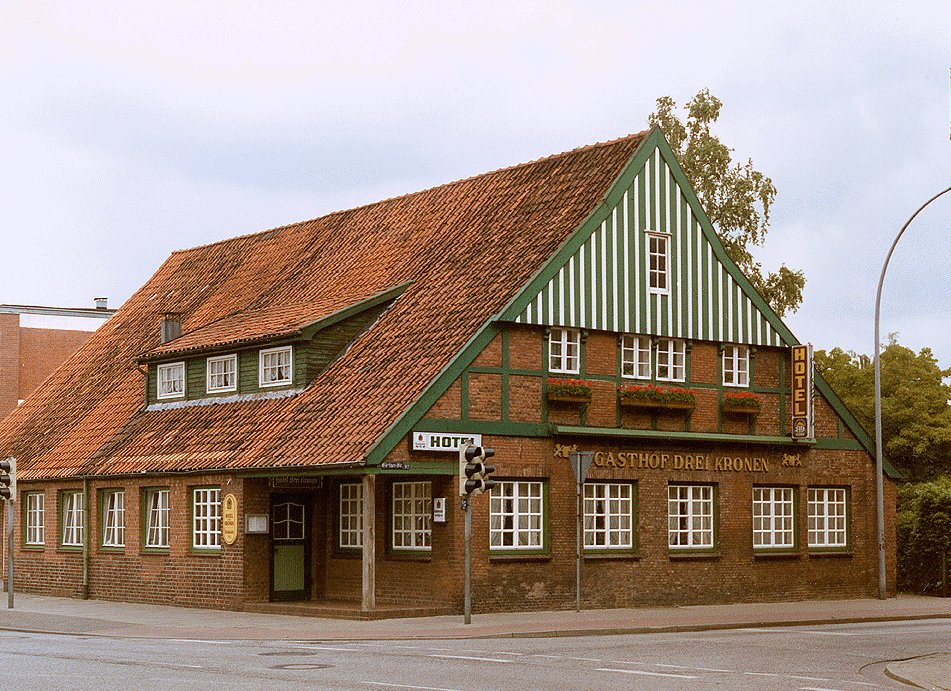
Gasthof Drei Kronen, Flamweg

Am Faschingsdienstag bekommt man in einigen Elmshorner Gaststätten Graue Erbsen (Kapuzinererbsen), ein Gericht, das seinen Ursprung in den Hungersnöten des Dreißigjährigen Krieges hat. Damals sicherten die unansehnlichen Erbsen das Überleben vieler Elmshorner. Heute werden Kasseler, Speck oder Kochwurst zu den Erbsen gereicht, dazu ein Gläschen hochprozentiger Schnaps zur Verdauung, so zum Beispiel Lütten Klostersander vom alteingesessenen Elmshorner Unternehmen Gebr. Asmussen. Zwar sind die Gastwirte in Elmshorn von der noch in den 1960er und 1970er Jahren geltenden Tradition abgerückt, die Grauen Erbsen kostenlos anzubieten, aber immerhin gilt bei den meisten die Regel „Erbsen satt“. Des Weiteren sind auch einige traditionelle Speisen der Hamburger Küche in Elmshorn bekannt.

## Wirtschaft
Das größte in Elmshorn ansässige Unternehmen ist Das Futterhaus, mit fast 400 Standorten und einem Umsatz von über 400 Mio. Euro (2019) eines der größten Zoofachhandelsunternehmen Deutschlands.
Die Lebensmittelbranche ist in Elmshorn vor allem mit den Unternehmen Peter Kölln, das Haferflocken, Müsli sowie Cerealien herstellt und seit 2004 auch Speiseöle und Speisefette wie Livio, Biskin und Palmin vertreibt, und der Hefe- und Spirituosenfabrik Gebr. Asmussen vertreten. JDE Peet’s betreibt in Elmshorn eine Kaffeerösterei, in der löslicher Kaffee hergestellt wird. Wiebold-Confiserie stellt in Elmshorn hochwertige Trüffel-Pralinen hauptsächlich als Handelsmarken für führende Lebensmittelfilialisten in ganz Europa her. Wiebold wächst jährlich mit über 15 % und beschäftigt 300 Mitarbeiter. Von der Margarine-Industrie hat sich nur das Unternehmen Alsan in der Stadt gehalten.
Das wohl bekannteste Elmshorner Unternehmen aus dem Bereich Inneneinrichtung und Wohnen ist Teppich Kibek, das am 16. März 2006 am neuen Standort auf dem ehemaligen Franzosenhof eröffnet hat und bundesweit rund 20 Filialen betreibt. Trotz erheblicher Einwände durch die Nachbargemeinden, die einen Kaufkraftabfluss befürchteten, und durch Umweltschützer konnte hier direkt am Elmshorner Autobahnanschluss ein neues Fachmarktzentrum mit Supermarkt (Marktkauf), Baumarkt (Obi) und Möbelmarkt (Roller) eröffnet werden. Der Elektronik-Markt „Media Markt“ ist seit Ende 2011 auch dort vorhanden. Das unter Denkmalschutz stehende Kibek-Hochhaus in der Innenstadt wurde durch das Elmshorner Wohnungsbauunternehmen Semmelhaack als Teil eines Wohnquartiers umgebaut und 2017 fertiggestellt.
Am nördlichen Stadtrand liegt der Stammsitz 2C-Möbel der Cramer-Gruppe; hier werden auch die Möbel für mehrere Filialgeschäfte in Berlin und Hamburg hergestellt. Das alteingesessene Textilkaufhaus Ramelow unterhält heute Filialen in Heide (Holstein), Schenefeld, Stendal, Buchholz in der Nordheide und Wismar.
Die Verwaltung von Orlen Deutschland, einer Tochter des Petrochemie-Unternehmens PKN Orlen, ist ebenfalls in Elmshorn ansässig. Sie dirigiert von hier aus mehrere hundert Tankstellen in Deutschland, größtenteils unter der Marke star. Mit einem Umsatz von 3,2 Milliarden Euro im Jahr 2017 ist die Orlen Deutschland das umsatzstärkste Unternehmen in Elmshorn. Bis 2014 hatte auch das Unternehmen Tamoil aus derselben Branche seinen Sitz in der Stadt.
Weitere wichtige Industrieunternehmen sind die Europa-Niederlassung von Shuttle, eines Herstellers von Computern (Barebones und Media-Center-PCs), Autoliv, die Pkw-Sicherheitssysteme herstellt, KREMER, Handel mit Stahl, Bauelementen (Trapezbleche, Garagentore usw.), Eisenwaren und Werkzeugen, und Max Steier, ein Spezialist für Kunststoffverarbeitung und Selbstklebetechnik.
Das ehemalige Fernmeldezentralzeugamt (FZZA) der Deutschen Bundespost, das zuerst in Fernmeldezeugamt Elmshorn (FZA) umbenannt, und als Folge der 1. Postreform 1990 als Instandsetzungszentrum Elmshorn (IZE) bekannt war, beschäftigt heute von ehemals maximal 922 (einschließlich bis zu 96 Auszubildenden) nur noch ca. 100 Mitarbeiter im Geschäftsbereich Material- und Warenwirtschaft. Der größte Anteil der Mitarbeiter musste im September 2017 nach Hamburg umziehen. Der derzeitige Betrieb gehört zur Deutschen Telekom Service GmbH (DTS GmbH) als Tochter der Deutschen Telekom AG. Der gesamte Standort in der Heinrich-Hertz-Straße soll spätestens 2019 geschlossen werden. Viele Gebäudeteile sind bereits „besenrein“ geräumt.
Den 1988 errichteten Fernmeldeturm Elmshorn an der Hamburger Straße betreibt die DFMG, eine Tochter der Deutschen Telekom AG. Der Turm wurde Ende 2014 durch Abriss des weithin sichtbaren rot-weißem Radom um ca. 23 m verkürzt.
Telekommunikation und Dienstleistungen sind auch durch das Werbe- und Marketingunternehmen Schaffhausen Communication Group, einer inhabergeführten Werbeagentur mit rund 240 Mitarbeitern, vertreten. Seit 1997 unterhält die Deutsche Post AG in Elmshorn das Briefzentrum für den Postleitzahlenbereich 25, der die gesamte Westküste von Schleswig-Holstein umfasst. Das in Elmshorn ansässige Telekommunikationsunternehmen Talkline, einer der größten Arbeitgeber der Stadt, wurde 2007 an debitel veräußert. Der Mutterkonzern gab den Standort Elmshorn 2010 komplett auf, wodurch mehr als 500 frühere Mitarbeiter ihren Arbeitsplatz verloren.
Bedeutende öffentliche Unternehmen sind die Stadtwerke Elmshorn und die Sparkasse Elmshorn.

## Verkehr

### Straßen und Individualverkehr

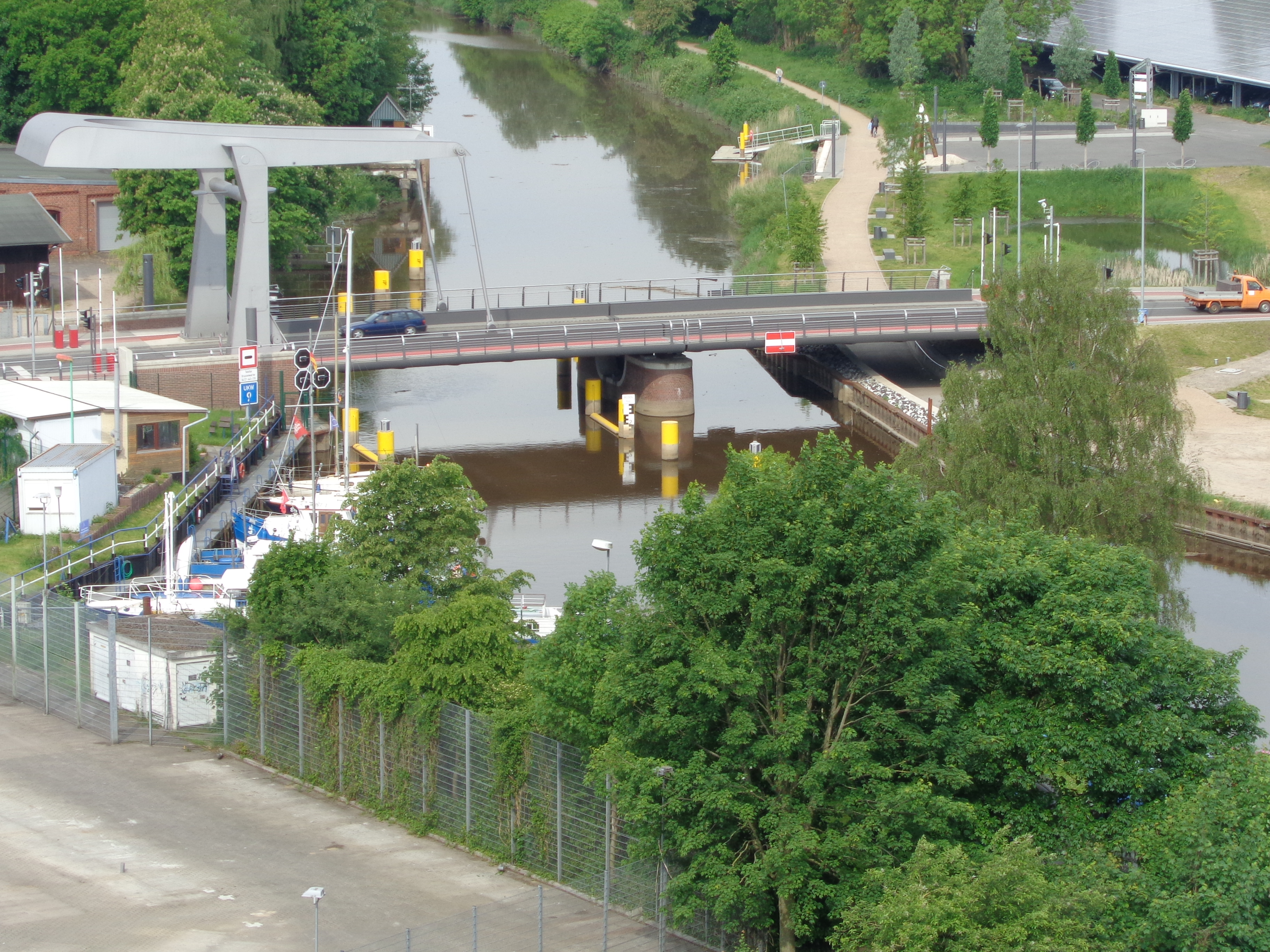
Klappbrücke über die Krückau

Elmshorn liegt an der B 431 und der A 23 von Hamburg nach Heide (Holstein). Die ehemalige B 5 ist heute eine Landstraße, die Elmshorn mit Itzehoe im Norden und Pinneberg im Süden verbindet. Weitere wichtige Straßenverbindungen führen nach Barmstedt und Krempe (Steinburg).
Seit dem Schubert-Generalverkehrsplan für Elmshorn des Schweizer Unternehmens Prognos aus den 1970er Jahren, der noch eine die Innenstadt vom anwachsenden Straßenverkehr entlastende vierspurige Westtangente vorsah, wird in Elmshorn um neue Lösungen gerungen. Die Hafenspange mit der Käpten-Jürs-Klappbrücke wurde 2013 fertig.
Für die geplante Bundesautobahn 20 wurde eine Trassenvariante vorgeschlagen, die Elmshorn berührt. Gegen diese Trassenführung gibt es jedoch sowohl seitens der Bevölkerung als auch seitens der Stadtverwaltung heftigen Widerstand.
Der größte freie Platz in Elmshorn ist der Buttermarkt, der als Parkplatz, aber auch als Markt- und Veranstaltungsfläche genutzt wird. Von den Bewohnern wird er von jeher „Buttermarkt“ genannt, offiziell trug er jedoch schon seit Ende des Zweiten Weltkriegs den Namen „Karl-Marx-Platz“. Im August 2005 beschloss das Stadtverordnetenkollegium nach einer kontroversen Debatte darüber, ob der Name Karl Marx negative Assoziationen an den Kommunismus hervorrufe, und ob er noch in die Zeit passe mit der Mehrheit von CDU und FDP die Namensänderung, sodass der Platz heute auch offiziell „Buttermarkt“ heißt.

### Schienen- und Busverkehr

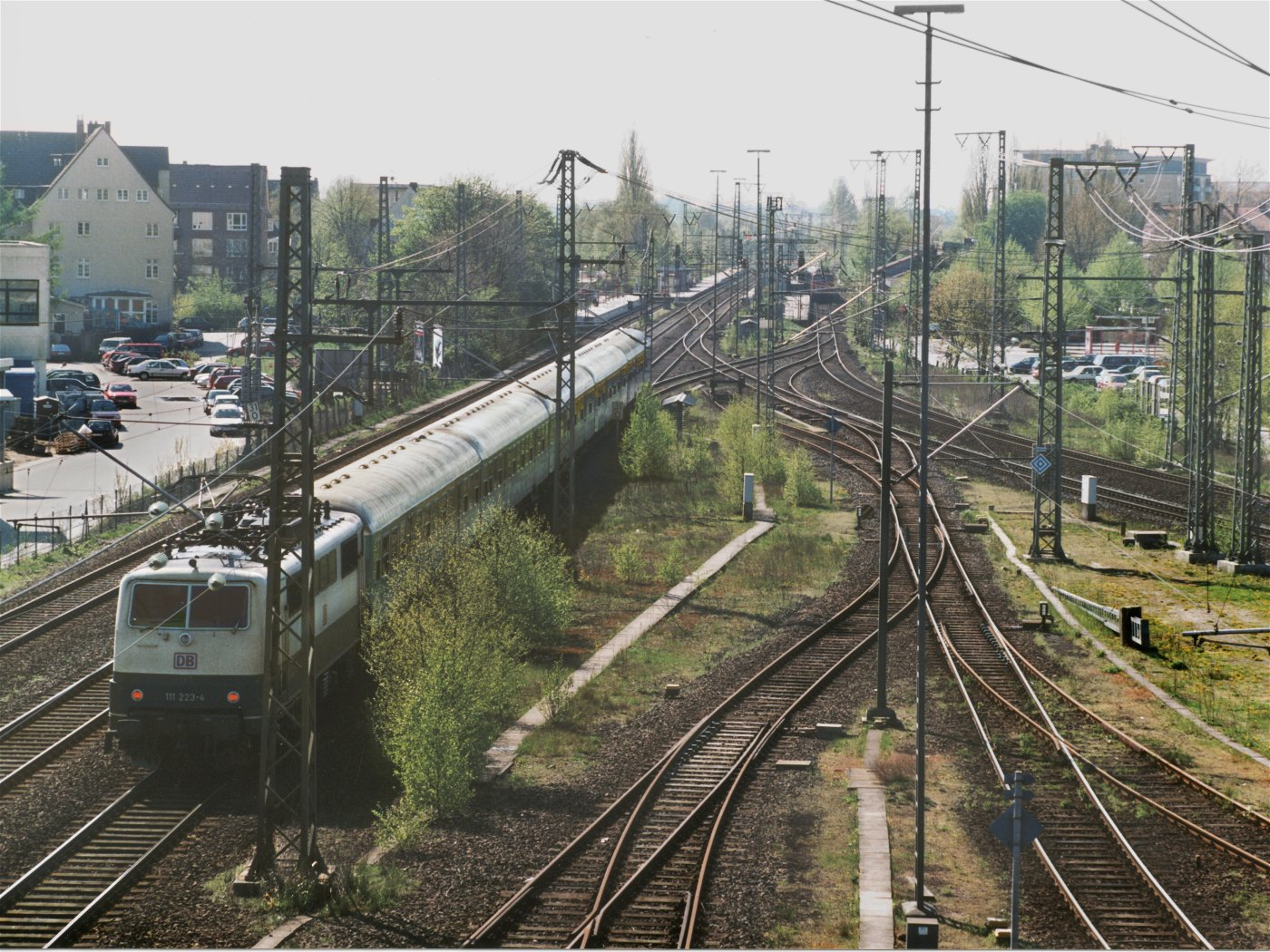
Kieler Bahn, rechts die Abzweigung der Marschbahn (1999)

Elmshorn liegt an der Bahnstrecke Hamburg-Altona–Kiel; in Elmshorn beginnt die Eisenbahnstrecke Elmshorn–Westerland. Elmshorn ist Ausgangspunkt der Nebenbahn nach Barmstedt und Ulzburg, die heute als Linie A 3 von der AKN betrieben wird. Im Volksmund wird diese Linie auch Kuddl Barmstedt oder kurz Kuddl genannt.
Der Busverkehr wurde in und südlich von Elmshorn ab dem 1. Juli 2005 durch die Pinneberger Verkehrsgesellschaft (PVG) geregelt. Vorher war jahrzehntelang das Elmshorner Busunternehmen Johannes Meißner zuständig. Die Stadt erhoffte sich von einer öffentlichen Ausschreibung in erster Linie geringere Zuschüsse und eine Ausweitung des Fahrplans in den Abendstunden sowie am Wochenende.
Ab dem Fahrplanwechsel im Jahr 2010 wurde der Stadtverkehr vom Busunternehmen die linie GmbH betrieben. Auf insgesamt acht Linien mit den Linienbezeichnungen 6500 bis 6507 erschließen die Busse Elmshorn und die Vororte Klein Nordende, Kölln-Reisiek, Raa-Besenbek und Seester bzw. Seestermühe. Zum Fahrplanwechsel 2017 übernahm die Kreisverkehrsgesellschaft in Pinneberg (KViP) den Stadtverkehr in Elmshorn und Umgebung auf den oben genannten Linien.
Für den gesamten Öffentlichen Personennahverkehr (ÖPNV) gilt seit 15. Dezember 2002 der Tarif des Hamburger Verkehrsverbunds (HVV), so dass Reisende aus der Hamburger Region von und nach Elmshorn für die Elmshorner Busse keinen zweiten Fahrschein mehr lösen müssen.
Vom ZOB (Zentraler Omnibusbahnhof) nördlich vom Bahnhof Elmshorn verkehren Buslinien unter anderem nach Kollmar/Elbe, Glückstadt, Krempe, Itzehoe, Horst, Kiebitzreihe, Seester/Seestermühe, Raa-Besenbek, Seeth-Ekholt und Uetersen/Wedel. Die Linien nach Seester/Seestermühe und Uetersen/Wedel werden regelmäßig bedient, die anderen Linien sind überwiegend auf den Schülerverkehr ausgerichtet.

### Luftverkehr
Der nächste internationale Flughafen befindet sich in Hamburg-Fuhlsbüttel, rund 35 Kilometer entfernt, und ist mit dem Auto in 25 bis 60 Minuten Fahrtzeit (je nach Verkehrsdichte) von Elmshorn aus erreichbar.
In den 1970er Jahren wurde in der Nähe von Kaltenkirchen der Großflughafen Kaltenkirchen als Ersatz für den innerstädtischen und deshalb beengten Hamburger Flughafen geplant. Da Elmshorn direkt in einer Einflugschneise gelegen hätte, beteiligten sich auch zahlreiche Bürgerinitiativen am Widerstand gegen die Planung. Das Vorhaben wurde Anfang der 1980er Jahre auf kommunalen Druck hin gestoppt, wird aber immer wieder diskutiert, da sich das Platzproblem in Fuhlsbüttel nicht ohne weiteres lösen lässt.
Der nächste Sportflugplatz liegt in Heist.

### Hafen

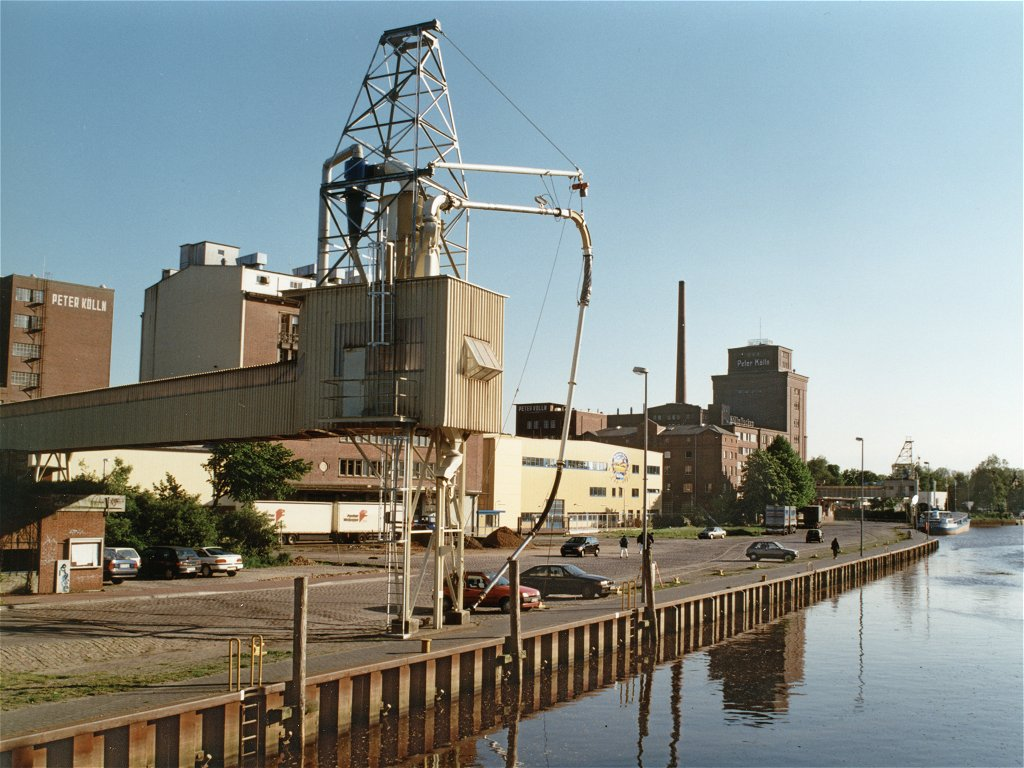
Elmshorner Hafen 2000, im Hintergrund eines der Getreidefrachtschiffe

Vom Hafen Elmshorns, der einst eine wichtige Drehscheibe der Walfängerei und des Handels war, sind durch die Verlagerung des Gütertransports auf den Lkw und die Verschlickung der Krückau lediglich die Kaimauern geblieben. Die Hafenbahn wurde Ende der 1980er Jahre aufgegeben und 2003 demontiert, das letzte Getreidefrachtschiff Klostersande des direkt am Hafen ansässigen Unternehmens Peter Kölln Mitte der 1990er Jahre verkauft und der dazugehörige Getreideheber abgerissen. Die Klostersande ist inzwischen zurückgekehrt und liegt im alten Hafen als Restaurantschiff.
Anlässlich der Flora-Woche werden vom Hafen aus Bootsfahrten angeboten, die unter anderem nach Hamburg führen. Der Wasser-Sportverein Elmshorn e. V. hat eine Anlegestelle im Stadtgebiet. Weiterhin unterhält die Wasser- und Yachthafenvereinigung Elmshorn/Krückaumündung einen größeren Sportboot-Hafen am Krückausperrwerk nahe der Krückaumündung. An den Schiffbau erinnert heute noch das Beschäftigungsprojekt Museumswerft, das im Hafen historische Schiffe und Boote restauriert.
Teile der Slipanlage der alten Kremer-Werft und die Kremersche Villa (heute ein Restaurant) gehören inzwischen zu den Köllnflocken-Werken. Auf der Nordseite des Hafens befindet sich die Museumswerft.

### Hafenbahn
Die Hafenbahn wurde 1897 von den Geschäftsleuten Gebr. Asmussen, Peter Kölln, Otto Blöcker und J. D. Lienau gebaut. Im ersten Betriebsjahr der Hafenbahn wurden 1108 Güterwagen befördert, 1907 waren es 6462. Am 1. Juni 1911 wurde sie als Elmshorner Hafenbahn AG von der Stadt übernommen. 1925 beschaffte die Stadt für den Betrieb eine Windhoff-Diesellok vom Typ L 110. 1953 wurde die Elmshorner Hafenbahn AG von der Deutschen Bundesbahn übernommen.
Die Bahn verband den Elmshorner Hafen mit der Marschbahn. In Spitzenzeiten wurden die Züge hauptsächlich von Diesellokomotiven der Baureihen Köf, V60, 211 oder 212 gezogen. Im Bereich der Berliner Straße und Vormstegen gab es keine Sicherungsanlagen, so dass ein Rangierer mit einer roten Flagge die Straße sperren musste. Bis Mitte der 1980er Jahre gab es eine kleine elektrische Wagen-Drehscheibe im Hafenbereich. Sie wurde zum Drehen der Güterwagen in die erste Werkseinfahrt von Peter Kölln benutzt. Als das Parkdeck im Südufer Ende der 1980er Jahre gebaut wurde, verschwanden mit dem Bau einige Gleisstränge im vorderen Bereich des Südufers. 1986 wurden noch während des Hafenfestes mit den Doppelstockwagen der Lübeck-Büchener Eisenbahn Sonderfahrten zwischen dem Elmshorner Hafen und Barmstedt angeboten.
Bis in die 1970er Jahre war der Eisenhandel Kremer an die Hafenbahn angeschlossen, bis Anfang der 1980er der Baustoffhandel Inselmann und bis Ende der 1980er die Genossenschaftsmühle Elmshorn. Am längsten bestand der Anschluss für Peter Kölln (bis Mitte der 1990er Jahre). Die Kremer-Werft hatte zwar keinen eigenen Anschluss, nutzte aber bis 1978 die Hafenbahn.
Die letzten Züge verkehrten auf der Hafenbahntrasse in den 1990er Jahren. Nach dem Abriss der Genossenschaftsmühle am Hafen waren es nur noch sehr wenige Waggonladungen für Peter Kölln, die meist mit deren Zweiwege-Unimog am Elmshorner Bahnhof abgeholt wurden. Die Elmshorner Hafenbahn wurde 1998 stillgelegt. Die Gleise wurden 1999 in der Berliner Straße und Vormstegen im Zuge von Umbauarbeiten entfernt.

## Medien

### Tageszeitung
Mit den Elmshorner Nachrichten besitzt Elmshorn eine werktäglich erscheinende Tageszeitung. Sie wurde 1851 gegründet und hatte 2005 eine Auflage von 11.700 Exemplaren, samstags waren es 16.900 Exemplare. Die Zeitung ist der in Stade ansässigen Zeitungsgruppe Nord angeschlossen und gehörte seit 1971 zum Axel-Springer-Verlag. Im August 2009 übernahm der Schleswig-Holsteinische Zeitungsverlag (sh:z) die Elmshorner Nachrichten von Springer.

### Gratiszeitungen
Seit 1979 erscheint die Holsteiner Allgemeine als kostenlose Lokalzeitung in Elmshorn und Umgebung jeweils mittwochs. Das Wochenblatt ist amtliches Bekanntmachungsblatt für die Stadt Glückstadt, das Amt Horst-Herzhorn, den Schulverband Horst und für die Gemeinde Moorrege. Herausgeber ist der in Elmshorn ansässige Klaus Merse Verlag. Seit 2006 bringt dieser zusätzlich auch die kostenlos erhältliche Holsteiner am Wochenende jeweils sonnabends heraus.
Seit August 2009 wird das Elmshorner Stadtmagazin ebenfalls vom Klaus Merse Verlag herausgebracht. Das Heft war vormals unter den Namen Elmshorn-Live  bzw. Elmshorner Klönschnack erhältlich und war Nachfolger der Elmshorner Vorschau. Es erschien bis Sommer 2009 im Krückau Verlag. Das Magazin ist kostenlos erhältlich und liegt in vielen Geschäften, Bussen und an frequentierten Stellen der Stadt zum Mitnehmen aus.
Der zu den Elmshorner Nachrichten gehörende Blickpunkt wurde jeweils mittwochs wöchentlich kostenlos in Elmshorn und Umgebung verteilt. Das Produkt wurde 2012 eingestellt.

## Verwaltung
Heute weist Elmshorn alle typischen Funktionen eines Mittelzentrums auf, das ein Umland/Einzugsgebiet von 120.000 Menschen versorgt. Schon seit längerem befinden sich hier ein Amtsgericht, eine Zweigstelle der Industrie- und Handelskammer Kiel, das Finanzamt, der Sitz des Arbeitsamtsbezirks, das Arbeitsgericht, die Außenstellen des Kreisjugendamts und des Kreisgesundheitsamts, das Amt Elmshorn-Land und neuerdings das Katasteramt, zuständig für die Kreise Steinburg und Pinneberg. Die Dienststelle des Eichamtes in Elmshorn wurde mittlerweile geschlossen.
Mit der Umsetzung der Pläne der Landesregierung bezüglich der Verlagerung bedeutender Verwaltungen und der Einrichtung eines Dienstleistungszentrums für mehrere Landkreise sowie Verlagerung der Kreisverwaltung von Pinneberg nach Elmshorn in das ehemalige Talkline-Gebäude wäre die Stadt auf dem Weg, den Charakter eines Oberzentrums anzunehmen und damit zu einem überregionalen Verwaltungszentrum zu werden. Ein erster Schritt in diese Richtung geschah mit Beginn des Jahres 2002, als die bis dahin bundesweit erste Integrierte Regionalleitstelle (IRLS West) ihren Dienstbetrieb aufnahm. Das Tätigkeitsfeld dieser Leitstelle umfasst neben den klassischen Einsatzgebieten Rettungsdienst, Krankenbeförderung, Brandschutz und technische Hilfeleistung auch die Einsatzlenkung im Katastrophenschutz. Zuständig ist sie für die Kreise Pinneberg, Steinburg und Dithmarschen mit zusammen rund 560.000 Menschen auf einer Fläche von 3.156 km². Nach einer längeren Umbau- und Erweiterungsphase erfolgte im Jahre 2010 durch den Anschluss einer der vier neuen Polizeileitstellen des Landes Schleswig-Holstein die Erweiterung zur Kooperativen Regionalleitstelle West, von wo aus nun neben den oben genannten, nicht-polizeilichen Rettungseinheiten der Kreise Pinneberg, Dithmarschen und Steinburg auch die Polizeieinheiten der Kreise Pinneberg, Dithmarschen, Steinburg und Segeberg disponiert werden. Im gleichen Jahr unterzeichnete Landrat Grimme die entsprechenden Papiere für den Umzug der Kreisverwaltung nach Elmshorn. Am 6. Oktober 2011 nahm die Kreisverwaltung ihre Tätigkeit im ehemaligen Talkline-Gebäude auf.
Frühere Diskussionen, Elmshorn auszukreisen und als kreisfreier Stadt einen eigenständigen Verwaltungsstatus zu geben, haben keine Realisierungschance. Am 1. Januar 2021 erfolgte die Ernennung zur großen kreisangehörigen Stadt nach dem Vorbild Norderstedts, das zwar kreisangehörig, aber mit Sonderrechten ausgestattet ist.

## Gerichte

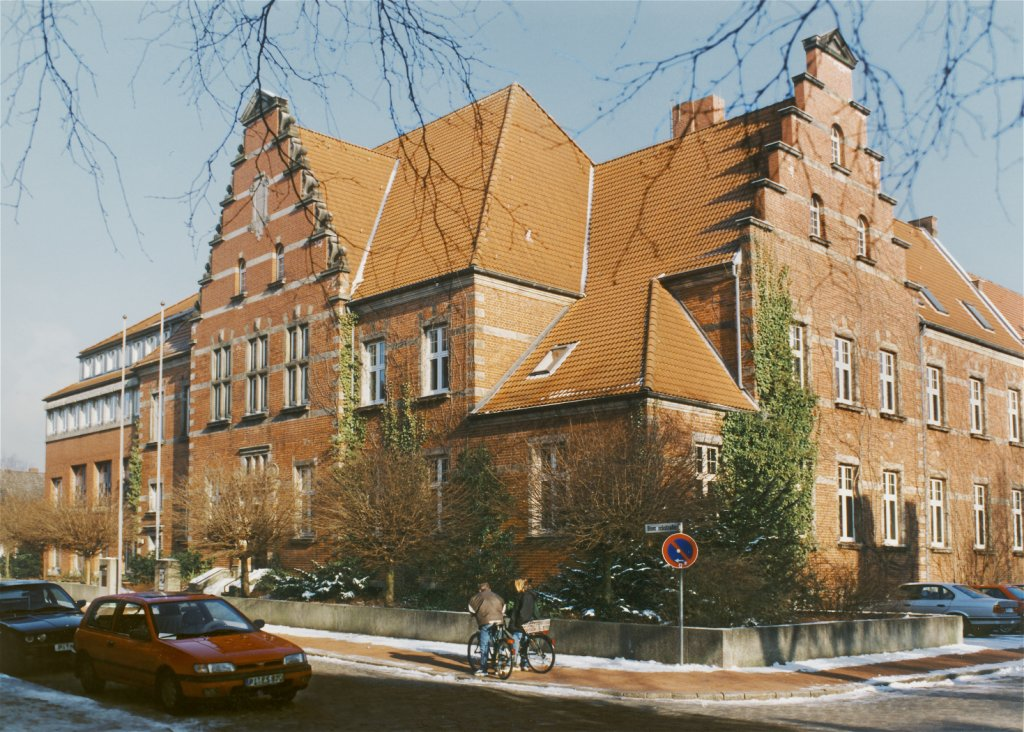
Amtsgericht (1910)

Elmshorn ist Sitz des Amtsgerichts und eines Arbeitsgerichtes.

## Bildung

### Allgemeinbildende Schulen
- Förderzentren (FöZ)
  - Paul-Dohrmann-Schule (FöZ Lernen), Dohrmannweg (305 Betreute)
  - Raboisenschule (FöZ Geistige Entwicklung), Raboisenstraße (155 Schüler in 16 Klassen, 40 Betreute)

- Grundschulen (GS)
  - Friedrich-Ebert-Schule, Jahnstraße (422 Schüler in 20 Klassen)
  - GS Hafenstraße, Hafenstraße (227 Schüler in 12 Klassen)
  - GS Hainholz, Hainholzer Schulstraße (296 Schüler in 14 Klassen)
  - GS Kaltenweide, Amandastraße (372 Schüler in 18 Klassen)
  - Timm-Kröger-Schule, Mommsenstraße (264 Schüler in 12 Klassen)
  - Astrid-Lindgren-Schule, Köllner Chaussee (261 Schüler in 13 Klassen)

- Gemeinschaftsschulen (GemS)
  - Boje-C.-Steffen-GemS, Koppeldamm (590 Schüler in 28 Klassen)
  - Anne-Frank-GemS, Binsenweg (461 Schüler in 22 Klassen)
  - Erich Kästner Gemeinschaftsschule Elmshorn

- Gymnasien
  - Bismarckschule, Bismarckstraße (1050 Schüler in 44 Klassen)
  - Elsa-Brandström-Schule, Zum Krückaupark (1033 Schüler in 42 Klassen)

- Schulen in freier Trägerschaft
  - Next-Christliche-Schule (GS), Hamburger Straße (60 Schüler in 4 Klassen)
  - Leibniz-Privatschule Elmshorn (GS, GemS, Gym), Ramskamp (897 Schüler in 46 Klassen)
  - Freie Waldorfschule (GS, GemS, Gym), Adenauerdamm (361 Schüler in 13 Klassen)

Schülerzahlen aus dem Schuljahr 2020/2021

### Berufsbildende Schulen
- Berufliche Schule des Kreises Pinneberg in Elmshorn, Europaschule, Langelohe (3047 Schüler in 192 Klassen) mit den Bildungsgängen Berufsschule, verschiedenen Berufsfachschulen, Berufliches Gymnasium, Berufsoberschule, Fachoberschule sowie in der Außenstelle in Ellerhoop-Thiensen der Fachschule für Gartenbau
- Regio Kliniken GmbH, Bildungszentrum für Gesundheits- und Krankenpflege, Ramskamp (k. A.)
- AWO-Bildungszentrum Elbmarsch, Staatlich anerkannte Schule für Altenpflege, Kurt-Wagener-Straße (k. A.)

Schülerzahlen aus dem Schuljahr 2020/2021

### Sonstige Bildungseinrichtungen
- Nordakademie, Köllner Chaussee (ca. 2000 Studienplätze)
- Volkshochschule Elmshorn, Bismarckstraße
- Musikschule, Gärtnerstraße
- Familienbildungsstätte, Lornsenstraße
- Wirtschaftsakademie, Ramskamp
- Berufsbildungsstätte, Ramskamp

Die Schleswig-Holsteinische Universitätsgesellschaft ist in Elmshorn mit einem Stützpunkt vertreten und bietet Vorträge von Professoren insbesondere der Christian-Albrechts-Universität zu Kiel an.

## Persönlichkeiten

### Sport
Sportlich wurde die Stadt als Heimatort der Reiter Fritz Thiedemann (Olympiateilnehmer 1952, 1956 und 1960; je zwei Mal Gold und Bronze), Kurt Jarasinski (Goldmedaille im Mannschaftsspringreiten bei den Olympischen Spielen 1964) und Herbert Blöcker (je ein Mal Gold und Silber bei den Olympischen Spielen 1992) bekannt. Tennisprofi Michael Stich (Sieger in Wimbledon 1991, Gold bei den Olympischen Spielen 1992) ist in Elmshorn aufgewachsen. Schwimmer Heiko Hell (mehrfacher Deutscher Meister, 8. bei den Olympischen Spielen 2000) wuchs im Nachbarort Seester auf und fand seine sportliche Heimat in den Schwimmvereinen Elmshorns.

### Künste und Medien
Weitere bekannte Elmshorner sind die Schauspieler Harald Paulsen (Ufa-Star), Christa Wehling, Jochen Schenck (beide Ohnsorg-Theater) sowie Anneke Kim Sarnau und Marlene Rahn. Fernseh-Koch Tim Mälzer („Schmeckt nicht gibt’s nicht“), der Musiker Thomas Wenzel (Bassist, Gitarre, Keyboard und Gesang bei Die Sterne, Die Goldenen Zitronen und Cow), Ixi (eigentlich: Gaby Tiedemann), Sängerin der Neuen Deutschen Welle (Der Knutschfleck, 1983), die Hip-Hopper Der Tobi & das Bo und das Model Felix Nieder stammen ebenfalls aus Elmshorn.
Der Schriftsteller Timm Kröger lebte als Rechtsanwalt in Elmshorn. Gesine Danckwart, geboren 1969 in Elmshorn, ist Autorin für Prosa, Theater und Hörspiel. Das Stadtleben in der ersten Hälfte des 20. Jahrhunderts wurde vom Elmshorner Heimatdichter Ernst Behrens festgehalten.
Der Maler und Schriftsteller Wilhelm Petersen, geboren 1900 in Elmshorn, war einer der einflussreichsten Maler der NS-Künstlerprominenz. Nach dem Krieg wurde er Zeichner der Comicfigur Igel Mecki. Zu seinen bekanntesten Büchern gehört Ut de Ooken (1937, mehrere Nachdrucke), das mit seinen skurrilen Gestalten, wie dem Kobold Lütt Puck, lange Zeit zu den Elmshorner Hausbüchern gehörte. Seine Kinderbücher stehen heute wegen rassistischer Inhalte in der Kritik. Sein Sohn Hans-Christian Petersen, geboren 1947 in Elmshorn, ist Maler, Grafiker und Objektkünstler; er lebt und arbeitet heute in Esens, Ostfriesland.
Anders Petersen, geboren 1959 in Elmshorn, ist ein überregional bekannter Grafiker und Objektkünstler. 2002 erhielt er den ersten Kulturpreis der Stadt Elmshorn. Wolfgang Sieg ist ein überregional bekannter Schriftsteller (u. a. auf dem Gebiet der niederdeutschen Literatur); sein in Hamburg lebender Sohn Sören Sieg, geboren 1966 in Elmshorn, ist Mitgründer des A-cappella-Quartetts LaLeLu und u. a. als Kolumnist, Autor und Komponist bekannt. Reimer Wulf, geboren 1943 in Elmshorn, ist ein bundesweit bekannter Buchautor und Fotograf.
In der Folge Besuch aus der Ostzone aus der Fernsehserie Ein Herz und eine Seele erklärt die Filmfigur Else Dorothea Tetzlaff, Frau des Patriarchen Alfred Tetzlaff, aus Elmshorn zu stammen („In Hamburg? Wie schön! Da stamme ich nu her. Da in der Nähe bin ich nämlich geboren, in Elmshorn.“).

### Wissenschaft und Lehre
Der Architekt Fritz Höger und der Mathematiker Hermann Weyl wurden in Elmshorn geboren. Auch der deutsche Pädagoge und Fachautor Boje Maaßen kam in Elmshorn zur Welt. Der ehemalige Akademische Oberrat der Universität Flensburg war Mitbegründer der Partei Die Grünen. Johannes Rehmke, Philosoph, wurde 1848 in Hainholz (heute Elmshorn) geboren. Seit einiger Zeit erregt der Elmshorner Lehrer, Amateurastronom und Kometenforscher Rainer Kracht mit seinen Kometenentdeckungen internationales Aufsehen.
Der ehemalige Präsident des Bundesinstituts für Arzneimittel und Medizinprodukte, Harald G. Schweim (Universitätsprofessor an der Universität Bonn) ist ebenfalls gebürtiger Elmshorner. Ebenso Gernot Münster, Universitätsprofessor an der Westfälischen Wilhelms-Universität Münster, Direktor des Instituts für Theoretische Physik. Henning Wode war Professor in Kiel. Mit seiner Methode des Immersionsenglisch für Kinder ab drei (Grundschule Kiel-Altenholz, Leibniz Privatschule Elmshorn) wurde er weit über die Grenzen der Stadt hinaus bekannt.
Siegfried Liebschner, von 1971 bis 2001 Dozent für Praktische Theologie am Theologischen Seminar des Bundes Evangelisch-Freikirchlicher Gemeinden, war zwischen 1966 und 1971 Pastor der Elmshorner Evangelisch-Freikirchlichen Gemeinde und langjähriger Gemeindeleiter.
Im Ausland tätig ist Heinz Woehlk, Dekan der Fakultät Sprachen und Literatur an der Truman State University, USA, Missouri/Kirksville. Er ist in Elmshorn geboren und Mittelalter-Spezialist.
Weitere Wissenschaftler/-innen, die in Elmshorn geboren wurden, sind Inke Gunia (Romanistin, Universität Hamburg), Gunter Hempelmann (Mediziner, Universitätsklinikum Gießen) und Claus Rautenstrauch (Wirtschaftsinformatiker, Otto-von-Guericke-Universität Magdeburg).
Hans Heinrich Driftmann (1948–2016) war Vorsitzender vom Hochschulrat der Christian-Albrechts-Universität zu Kiel.

### Politik
Der CDU-Fraktionsvorsitzende der 1950er Jahre im schleswig-holsteinischen Landtag Wilhelm Mohr wurde in Elmshorn geboren und besaß dort einen Baumschulenbetrieb. Der Staatssekretär im Ministerium des Landes Schleswig-Holstein für Justiz, Arbeit und Europa, Peter Nissen, ist ebenfalls in Elmshorn geboren.
Kurt Semprich (1920–1999) war von 1962 bis 1980 Bürgermeister von Elmshorn.
Hermann Schlüter (1851–1919), SPD-Politiker und Schriftsteller, geboren in Elmshorn, gestorben in New York, lebte in Deutschland, in der Schweiz und den USA.

### Militär
Generalmajor Rudolf Wulf (1905–1972), letzter Kampfkommandant der Kanalinsel Jersey 1945, war gebürtiger Elmshorner. Der Wehrmachtsgeneral übergab am 9. Mai 1945 nach Verhandlungen die Festung Jersey friedlich an die Alliierten.
Hans-Werner Mehlen (1916–2009), Generalleutnant der Luftwaffe der Bundeswehr, wurde in Elmshorn geboren.
Harro Tiedgen (1925–1986), Brigadegeneral des Heeres der Bundeswehr, wurde in Elmshorn geboren.

### Sonstige
- Jürgen Potten war viele Jahre evangelischer Pastor der Thomaskirche Elmshorn und prägte das kulturelle und gemeinschaftliche Zusammenleben der Stadt. Zudem war Potten Vorsitzender des Grünen Tisches, der sich mit Umweltbelangen der Stadt beschäftigt.
- Friedrich Schultenkämper (1867–1926) war Eigner der 1925 stillgelegten Werft Joh. Thormählen & Co.

### Ehrenbürger
Zu Ehrenbürgern Elmshorns wurden ernannt:
- Fürst Otto von Bismarck (Reichskanzler) seit 1895
- Konrad Struve (Heimatforscher) seit 15. September 1952
- Paul Junge (Wehrführer) seit 9. November 1954
- Hermann Weyl (Mathematiker) seit 17. November 1955
- Fritz Thiedemann (Sportler) seit 29. Juli 1956
- Boje C. Steffen (Theatergründer und Kommunalpolitiker) seit 10. April 1994
- Klaus Pannen seit 9. August 2019[52]

### Söhne und Töchter der Stadt
Die folgenden Personen wurden in Elmshorn geboren (sortiert nach Geburtsjahr):
- Michael Martin Lienau (1786–1861), Kaufmann und Lokalpolitiker
- Johann Christoph Biernatzki (1795–1840), Schriftsteller
- Barthold Friedrich Brütt (1816–1866), Porzellan-, Porträtmaler und Fotograf
- Johannes Rehmke (1848–1930), Philosoph
- Friedrich Hermann Schlüter (1851–1919), Archivar, Autor, Schriftsteller und Herausgeber
- Max Schramm (1872–1947), Präsident des Landeskirchenamts in Hannover
- Fritz Höger (1877–1949), Architekt
- Jürgen Jürs (1881–1945), Windjammer-Kapitän der Hamburger Reederei F. Laeisz
- Peter Christel Asmussen (1887–1959), Politiker der FDP
- Hermann Weyl (1885–1955), Mathematiker
- Wilhelm Mohr (1885–1969), Politiker der CDU
- Carl August Rathjens (1887–1966), Geograph
- Wilhelm Peetz (1892–1935), kommunistischer Widerstandskämpfer gegen den Nationalsozialismus
- Ernst Mohr (1895–1974), deutscher evangelisch-lutherischer Pfarrer und Propst
- Harald Paulsen (1895–1954), Schauspieler und Regisseur
- Kurt Wagener (1898–1976), Veterinärmediziner
- Reinhold Jürgensen (1898–1934), Politiker KPD und Reichstagsabgeordnete
- Wilhelm Petersen (1900–1987), Maler, einer der hochrangigsten Vertreter der NS-Künstlerprominenz.
- Herbert Dreyer (1901–nach 1970), Kunsthistoriker
- Walter Hartz (1903–1994), Präsident des Schleswig-Holsteinischen Oberlandesgerichts
- Walter Ohmsen (1911–1988), Oberleutnant zur See
- Rudolf Günther (1912–1992), Politiker der CDU
- Christian Junge (1912–1996), Meteorologe und Geophysiker
- Rudolf Möller (1914–2008), Schauspieler u. a. am Ohnsorg-Theater und Genealoge
- Karl Wilhelm Struve (1917–1988), Archäologe
- Gerrit Dirksen (1925–2015), Tierarzt und Hochschullehrer
- Harro Tiedgen (1925–1986), Brigadegeneral
- Christa Wehling (1928–1996), Volksschauspielerin
- Hans Burmeister (* 1932), Grafiker und Maler
- Karsten Voigt (* 1941), Politiker der SPD
- Reimer Wulf (* 1943) Luftbildfotograf
- Jens-Peter Kurzwelly (* 1944), Richter am Bundesgerichtshof
- Sönke Lorenz (1944–2012), Historiker, Professor in Tübingen
- Uwe Paulsen (1944–2014), Schauspieler und Synchronsprecher
- Trude Ehlert (* 1946), Germanistin und emeritierte Hochschulprofessorin der Julius-Maximilians-Universität Würzburg
- Klaus-Joachim Lorenzen-Schmidt (1948–2015), Historiker und Archivar
- Reinhard Ueberhorst (* 1948), Politiker der SPD
- Walter Zelinski (1948–2019), Lehrer, Radiomoderator und niederdeutscher Autor
- Jens Reimer Prüß (* 1950), Journalist, Redenschreiber und Buchautor
- Ernst Dieter Rossmann (* 1951), Politiker der SPD
- Gernot Münster (* 1952), theoretischer Physiker
- Thomas Voelzke (* 1956), Richter am Bundessozialgericht
- Anders Petersen (* 1959), Kulturpreis 2002, Grafiker und Objektkünstler
- Claus Rautenstrauch (1961–2008), Wirtschaftsinformatiker
- Gaby Tiedemann / Ixi (* 1962), Sängerin und One-Hit-Wonder
- Thomas Wenzel (* 1963), Musiker
- Claudia Christina Früchtenicht (1966–2005), Moderatorin
- Sören Sieg (* 1966), Sänger, Liedtexter, Komponist, Arrangeur, Satiriker, Kolumnist und Autor
- Michael Stich (* 1968), Tennisspieler (aufgewachsen in Elmshorn)
- Ralph Müller-Beck (* 1969), Politiker (SPD), Staatssekretär und Bevollmächtigter des Landes in Berlin
- Lars Amenda (* 1970), Historiker
- Jörn Maier (* 1971), American-Football-Trainer
- Tim Mälzer (* 1971), Koch, Fernsehkoch und Kochbuchautor
- Anneke Kim Sarnau (* 1972), Schauspielerin
- Chiara Schoras (* 1975), Schauspielerin
- Birgit Hesse (* 1975), ab April 2008 Landrätin des Landkreises Nordwestmecklenburg, seit dem 14. Januar 2014 Ministerin für Arbeit, Gleichstellung und Soziales im Land Mecklenburg-Vorpommern, seit 2019 Präsidentin des Landtags Mecklenburg-Vorpommern
- Christine G. Krüger (* 1975), Historikerin
- Danial Ilkhanipour (* 1981), Politiker (SPD)
- Stefan Pries (* 1982), Handballspieler
- Mischa Urbatzka (* 1983), Beachvolleyballspieler
- Katharina Culav (* 1989), Beachvolleyballspielerin
- Hanno Behrens (* 1990), Fußballspieler
- Falk Horn (* 1990), American-Football-Nationalspieler
- Tara-Louise Wittwer (* 1990), Autorin, Kolumnistin und Webvideoproduzentin
- Isi Glück (* 1991), Miss Germany 2012
- Birte Glißmann (* 1992), Politikerin (CDU)
- Jannick Boldt (* 1993), Handballspieler
- Daniel Kölbl (* 1993), Politiker (CDU), Mitglied des Bundestages
- Felix Nieder (* 1993), Model und Autor
- Finn Becker (* 2000), Fußballspieler

## Meteoritenfall
Am 25. April 2023 um 14:14:24 Uhr verursachte ein Meteoroid eine Tageslichtfeuerkugel über Elmshorn. Ein „tennisballgroßer“ Meteorit fiel durch das Dach eines Privathauses. Später wurden weitere Meteoriten entdeckt und insgesamt sind etwa sechs Kilogramm Gestein geborgen worden, wovon das schwerste Stück 3,5 kg wog. Die gefundenen Meteoriten tragen die offizielle Bezeichnung „Elmshorn“.